# Trần Nhân Tông
Trần Nhân Tông (chữ Hán: 陳仁宗, 7 tháng 12 năm 1258 – 16 tháng 12 năm 1308), tên khai sinh là Trần Khâm (陳昑), là vị hoàng đế thứ ba của nhà Trần nước Đại Việt. Ông trị vì từ ngày 8 tháng 11 năm 1278 đến ngày 16 tháng 4 năm 1293, sau đó làm Thái thượng hoàng rồi đi tu sáng lập ra Thiền phái Trúc Lâm cho đến khi qua đời. Ông được các sử gia Việt đánh giá là một vị hoàng đế anh minh, đã có nhiều đóng góp quan trọng cho sự phát triển bền vững của Đại Việt cuối thế kỷ 13, cũng như việc bảo vệ nền độc lập và mở rộng lãnh thổ đất nước. Ngoài ra, Trần Nhân Tông cũng là một thiền sư lớn của Phật giáo Việt Nam thời trung đại. Năm 2013, ông được Bộ Văn hóa, Thể thao và Du lịch đưa vào danh sách 14 vị anh hùng dân tộc Việt Nam.
Là đích trưởng tử của Trần Thánh Tông Trần Hoảng (Hoàng đế thứ hai triều Trần) và là đích trưởng tôn của Trần Thái Tông Trần Cảnh (Hoàng đế đầu tiên triều Trần), Trần Nhân Tông đã được truyền ngôi vào tháng 11 năm 1278 – lúc ông chưa đầy 20 tuổi. Do nguy cơ trước sự lăm le của Nguyên Mông, sau khi lên ngôi Trần Nhân Tông đã triển khai nhiều biện pháp nhằm nâng cao sức mạnh kinh tế và ổn định chính trị – xã hội của Đại Việt, đồng thời xây dựng quan hệ tích cực với nước láng giềng phía nam là Chiêm Thành. Năm 1285, hoàng đế nhà Nguyên Hốt Tất Liệt đã huy động một lực lượng lớn tấn công Đại Việt. Quân dân Đại Việt ban đầu gặp nhiều tổn thất; nhưng dưới sự chỉ huy của vua Nhân Tông, thượng hoàng Trần Thánh Tông và Quốc công Tiết chế Trần Quốc Tuấn, người Việt đã dần dần xoay chuyển tình thế và đánh bật quân Nguyên ra khỏi đất nước. Sau đó, 2 vua Trần và Quốc công Quốc Tuấn tiếp tục lãnh đạo dân Việt đánh bại một cuộc xâm lược khác của Mông – Nguyên vào năm 1287.
Sau khi đẩy lùi các cuộc xâm lược của người Mông Cổ, Trần Nhân Tông chăm lo nội trị, khôi phục sự hưng thịnh của Đại Việt, đồng thời thực thi phương sách ngoại giao vừa mềm dẻo, vừa cứng rắn với nhà Nguyên. Năm 1293, ông truyền ngôi cho Thái tử Trần Thuyên (tức vua Trần Anh Tông) và lên làm Thái thượng hoàng. Sau đó Nhân Tông xuất gia tu hành theo đạo Phật và lấy hiệu Trúc Lâm Đại Sĩ (竹林大士); nhưng ông vẫn có nhiều ảnh hưởng đến công việc chính sự, đánh dẹp quân Ai Lao xâm phạm biên giới và mở rộng bờ cõi về phương Nam bằng việc gả con gái là công chúa Huyền Trân cho Chế Mân, quốc vương Chiêm Thành. Trần Nhân Tông cũng chính là vị tổ sáng lập Thiền phái Trúc Lâm, một dòng thiền Phật giáo mang bản sắc văn hóa Việt Nam và tinh thần nhập thế.

## Thân thế
Trần Nhân Tông tên thật là Trần Khâm (陳昑), Trần Nhật Tuấn/Trần Nhật Tôn (陳日燇), sinh ngày 11 tháng 11 âm lịch năm Mậu Ngọ niên hiệu Thiệu Long năm thứ 1 (tức ngày 7 tháng 12 năm 1258). Ông là đích trưởng tử của Trần Thánh Tông Trần Hoảng (vua thứ 2 triều Trần) và Nguyên Thánh Thiên Cảm Hoàng hậu Trần Thị Thiều, cũng là đích trưởng tôn của Trần Thái Tông Trần Cảnh (vua đầu tiên triều Trần). Theo Đại Việt sử ký toàn thư (bộ quốc sử Đại Việt biên soạn năm 1479 thời Lê Thánh Tông), Trần Khâm ngay từ khi sinh ra đã được tinh anh thánh nhân, thuần túy đạo mạo, sắc thái như vàng, thể chất hoàn hảo, thần khí tươi sáng, nên vua cha và ông nội – Thái thượng hoàng Trần Thái Tông đã gọi ông là Kim Tiên đồng tử (金仙童子). Các sách Tam Tổ thực lục và Thánh đăng ngữ lục (đều ra đời vào khoảng thế kỷ XIV) chép biệt hiệu này là Kim Phật (金佛). Cả hai sách này và Đại Việt Sử ký Toàn thư đều kể rằng bên vai trái Trần Khâm có nốt ruồi đen lớn như hạt đậu; người xem tướng đoán rằng hoàng tử về sau sẽ làm được việc lớn.
Năm 1274, ở tuổi 16, Trần Khâm được vua cha sách phong làm Hoàng thái tử. Trần Thánh Tông cũng lập trưởng nữ của Hưng Đạo vương Trần Quốc Tuấn (tức Khâm Từ Hoàng hậu sau này) làm Thái tử phi. Trần Thánh Tông còn vời các nho sĩ có tài đức trong cả nước về hầu cận thái tử. Tướng Lê Phụ Trần được phong chức Thiếu sư, kiêm Trừ cung Giáo thụ, đảm trách việc dạy học thái tử. Bản thân nhà vua cũng viết thơ và sách Di hậu lục (2 quyển) giáo huấn cho thái tử. Các chú giải của học giả Trung Quốc thời Minh là Trần Quang Chỉ trong tranh Trúc Lâm đại sĩ xuất sơn đồ cho biết Trần Khâm đã đạt được trình độ cao về các lĩnh vực như quân sự, âm nhạc, lịch số học, thiên văn học và cả y học. Ông cũng học kỹ về tam giáo Phật-Lão-Nho và am hiểu tường tận giáo pháp nhà Phật. Sách Thánh đăng ngữ lục cũng viết: "Bản chất Ngài rất thông minh và hiếu học, có nhiều tài năng, xem khắp hết các sách, thông suốt cả nội điển lẫn ngoại điển".
Tuy ở ngôi thái tử và có hôn nhân hạnh phúc, Trần Khâm có chí hướng xuất gia theo Phật. Ông đã nhiều lần xin nhường ngôi Thái tử cho em là Tá Thiên vương Trần Đức Việp nhưng không được vua cha chấp thuận. Có lần, Trần Khâm nhân đêm khuya vượt thành đi vào núi Yên Tử ẩn tu, đến chùa Tháp ở núi Đông Cứu thì trời sáng, ông đã thấm mệt nên vào nghỉ trong tháp. Vị tu sĩ ở chùa thấy ông có dung mạo phi thường bèn mời cơm. Sau Trần Thánh Tông và hoàng hậu biết tin, sai quan quân đi tìm và thỉnh cầu ông về kinh đô; Trần Khâm bèn miễn cưỡng nhận ngôi thái tử.

## Hoàng đế Đại Việt
Ngày 22 tháng 10 âm lịch năm Mậu Dần (tức ngày 8 tháng 11 năm 1278) Trần Khâm được cha truyền ngôi, tức vua Trần Nhân Tông. Ông tự xưng làm Hiếu Hoàng (孝皇) và được bá quan dâng tôn hiệu là Pháp Thiên Ngự Cực Anh Liệt Vũ Thánh Minh Nhân Hoàng Đế (法天御極英烈武聖明仁皇帝). Thánh Tông lên làm Thái thượng hoàng và cùng trị vì với Nhân Tông cho đến khi mất năm 1290. Mùa xuân năm 1279, nhà vua lấy niên hiệu là Thiệu Bảo (紹寶). Đến tháng 9 âm lịch năm 1285 ông đổi niên hiệu thành Trùng Hưng (重興) và dùng niên hiệu này tới khi nhường ngôi năm 1293.
Trong thời kỳ làm vua, Trần Nhân Tông vẫn sống thanh tịnh trên tinh  thần Phật giáo. Khi rảnh việc nước, ông thường mời các thiền giả đến hỏi về yếu chỉ Thiền tông. Đặc biệt, theo Thánh đăng ngữ lục, ông học đạo với Thiền sư Tuệ Trung Thượng Sĩ (tức Hưng Ninh vương Trần Quốc Tung, anh của Nguyên Thánh Thiên Cảm Hoàng hậu), "đạt sâu tới chỗ thiền tủy và thờ Thượng Sĩ làm thầy". Ngoài ra, ông từng ăn chay khổ hạnh đến mức thân hình gầy guộc, khiến Thượng hoàng phải ngăn lại. Sách Thánh đăng ngữ lục kể: "Thánh Tông khóc, bảo: Ta nay già rồi, trông cậy một mình con, nếu con làm như thế thì sự nghiệp của Tổ tông sẽ ra sao? Ngài [Nhân Tông] nghe vua cha nói vậy cũng rơi nước mắt".

### Buổi đầu trị quốc
Trần Nhân Tông lên ngôi trong lúc nền độc lập Đại Việt bị đe dọa trầm trọng. Ở phương Bắc, Nguyên–Mông đã chinh phục hầu hết Nam Tống và bắt đầu dòm ngó Đại Việt. Ngay sau khi ông đăng quang, vua Nguyên là Hốt Tất Liệt cử Lễ bộ Thượng thư Sài Thung sang Đại Việt, lấy cớ Nhân Tông "không xin mệnh mà tự lập" (nghĩa là tự xưng làm vua mà không chịu xin phép "thiên triều" Nguyên) để ép vua Trần sang triều kiến. Trần Nhân Tông đã đối đãi tử tế với Sài Thung, nhưng kiên quyết không sang chầu. Thung đành đi tay không về nước. Nhân Tông lại sai Trịnh Đình Toản và Đỗ Quốc Kế sang cống nạp nhà Nguyên. Tháng 12 năm 1279, Hốt Tất Liệt giam cầm Đình Toản ở thành Đại Đô, rồi ép Quốc Kế đi cùng một phái bộ mới của Sài Thung sang dụ Đại Việt. Nhân Tông vẫn không nhân nhượng, mặc dù Thung đã dọa nạt rằng nếu không sang chầu, "thì hãy sửa sang thành trì của ngươi, để đợi sự phán xét".
Đứng trước hiểm họa xâm lược từ Mông Cổ, Hoàng đế đã có nhiều nỗ lực nhằm phát triển kinh tế, đảm bảo sự ổn định và đoàn kết trong nước. Cụ thể, tháng 1 âm lịch năm 1280, ông ra lệnh hợp nhất hệ thống đo lường để thúc đẩy thương mại trên toàn quốc. Ngoài ra, ông khuyến khích nông dân tăng cường sản xuất, và nhờ vậy, Đại Việt đã "được mùa to, lúa ruộng ở hương Trà Kiều thuộc Khoái Lộ một giò hai bông" (theo Đại Việt sử ký toàn thư) vào tháng 10 âm lịch năm 1280. Mùa xuân năm 1284, Hoàng đế lại sai vét sông Tô Lịch nhằm biến sông này thành trục giao thông chính của kinh đô.
Trên phương diện chính trị – xã hội, tháng 2 âm lịch năm 1280, Trần Nhân Tông cho điều tra và cập nhật dân số, đồng thời giải quyết nhanh các khiếu nại oan sai của người dân. Đại Việt sử ký toàn thư thuật lại, Chi hậu cục thủ Đỗ Khắc Chung có người em tên Đỗ Thiên Hư từng kiện cáo một người; dù Thiên Hư trái về cả tình lẫn lý nhưng viên quan xử án tỏ ra bênh vực. Người bị kiện thấy vua Trần Nhân Tông đang đi ngoài thành, bèn đón và kêu oan. Nhà vua phán: "Đó là do sợ mà né tránh Khắc Chung đấy", rồi cử ngay Chánh chưởng Nội thư hỏa là Trần Hùng Thao kiêm chức Kiểm pháp quan để điều tra lại, cuối cùng Thiên Hư phải nhận sai. Sử quan nhà Hậu Lê Ngô Sĩ Liên có nhận định về việc làm của vua Trần Nhân Tông:
| “             | Người kiện có điều oan uổng mà được dễ dàng kêu bày, hình quan để chậm án, không thấy có lời trách hỏi, hoạn quan nội thần lạm cử làm pháp quan, vua làm việc này có ba lầm lỗi kèm theo, nhưng như vậy thì dân tình được thấu lên trên. Việc cai trị kẻ dưới thà sai để khoan thứ để cho án kiện đọng lại được xử ngay, cũng thấy được lòng trung hậu của vua. | ” |
| — Ngô Sĩ Liên | |   |

Cũng trong năm 1280, thủ lĩnh người Ngưu Hống tại Đà Giang là Trịnh Giác Mật nổi dậy, Trần Nhân Tông sai Chiêu Văn vương Trần Nhật Duật đi thuyết phục phiến quân quy hàng. Trần Nhật Duật nhờ khéo ngoại giao và hiểu biết văn hóa dân bản địa nên đã thu phục được Giác Mật mà không phải giao chiến. Chiêu Văn vương đưa cả nhà Giác Mật vào chầu Trần Nhân Tông. Nhà vua hết mực khen ngợi Nhật Duật, sau này tha Giác Mật và gia đình về Đà Giang. Từ đây, Ngưu Hống thần phục Đại Việt cho đến khi nổi dậy vào mùa đông năm 1329 thời Trần Hiến Tông.
Về quan chế, vua Trần Nhân Tông đã đặt ra một số chức quan mới: Hàn lâm viện học sĩ phụng chỉ (1282), Tả hữu bộc xạ (1283).
Về giáo dục, năm 1281, Trần Nhân Tông dựng nhà học ở phủ Thiên Trường (đất phát tích của hoàng triều, nay thuộc Nam Định). Tuy nhiên, nhà vua vẫn theo lệ cũ, cấm các chiến sĩ hiệu quân Thiên Thuộc được vào học. Cũng từ đầu đời vua Nhân Tông, chữ Nôm bắt đầu được sử dụng rộng rãi trong các tác phẩm thơ văn ở Đại Việt. Theo Đại Việt Sử ký Toàn thư, dưới trướng Nhân Tông có Hình bộ Thượng thư Nguyễn Thuyên thạo thơ phú Quốc ngữ; năm 1282, khi có cá sấu tới sông Hồng, hoàng đế sai Nguyễn Thuyên làm văn tế cá sấu thả xuống sông. Sau này cá sấu bỏ đi, nhà vua cho là Nguyễn Thuyên có tài như Hàn Dũ, mới đổi gọi là Hàn Thuyên.
Trong việc đối ngoại, Trần Nhân Tông ứng xử vừa khéo léo, vừa cứng rắn với nhà Nguyên. Sau khi tiếp đón Sài Thung lần 3 vào năm 1280, năm 1281 Nhân Tông phái Trần Di Ái cùng Lê Mục, Lê Tuân thay ông sang chầu vua Nguyên. Hốt Tất Liệt vẫn quyết tâm xâm lược phương Nam; nhà Nguyên cử một số quan lại sang giám sát các châu huyện của Đại Việt, nhưng Nhân Tông đã trục xuất những người này về Trung Quốc. Không bỏ cuộc, khoảng năm 1281–1282, vua Nguyên lập Trần Di Ái làm "An Nam Quốc vương", Lê Mục làm "Hàn lâm học sĩ" và Lê Tuân làm "Thượng thư", rồi lại sai Sài Thung đem 1 nghìn quân hộ tống nhóm Di Ái về bản quốc. Vua Nhân Tông đã huy động lực lượng chặn đánh ở ải Nam Quan và bắt giữ nhóm Di Ái, song vẫn nghênh đón Sài Thung về Thăng Long. Thất bại của việc lập Di Ái làm vua bù nhìn Đại Việt đã khiến Sài Thung tức giận đến mức khi "vua sai Quang Khải đến sứ quán khoản tiếp. Xuân [cách gọi khác của Sài Thung] nằm khểnh không ra, Quang Khải vào hẳn trong phòng, hắn cũng không dậy tiếp." Phải đến khi Hưng Đạo vương Trần Quốc Tuấn đóng giả làm một tăng sĩ Trung Hoa đi vào sứ quán, Thung mới chịu tiếp.
Khoảng tháng 9 – 11 năm 1282, nhà Nguyên một mặt cử tướng Toa Đô từ Quảng Châu tấn công Chiêm Thành, mặt khác sai Trấn Nam vương Thoát Hoan tập trung 50 vạn quân chuẩn bị "mượn đường đánh Chiêm" (mà thực chất là xâm lược Đại Việt). Vào tháng 11, Nhân Tông mở Hội nghị Bình Than để thảo luận với bá quan về phương án tổ chức kháng chiến. Viết về hội nghị này, sử sách có đề cập việc phục chức Nhân Huệ vương Trần Khánh Dư, một tướng có tài, trước đã được Trần Thánh Tông phong làm Thiên tử nghĩa nam, sau bị đoạt hết quan tước, tịch biên tài sản vì tội thông dâm với Công chúa Thiên Thụy. Khi thuyền Nhân Tông đỗ trên bến Bình Than, nhà vua nhìn thấy một chiếc thuyền lớn chở than củi, người lái đội nón lá, mặc áo ngắn. Ông nhận ra ngay là Nhân Huệ vương Trần Khánh Dư. Nhà vua sai nội thị chèo thuyền đuổi theo, dẫn Trần Khánh Dư đến yết kiến. Vua Nhân Tông xuống chiếu tha tội Khánh Dư, phục chức Phó Đô tướng quân. Đại Việt sử ký toàn thư chép: "Vua ban cho áo ngự, cho ngồi các hàng dưới các vương, trên các công hầu, cùng bàn việc nước, nhiều điều hợp ý vua". Sau, Hưng Đạo vương giao cho Khánh Dư trấn giữ Vân Đồn, lập công lớn đánh bại đoàn thuyền lương của Trương Văn Hổ.
Cũng tại hội nghị này, sử cũ ghi lại việc Nhân Tông thấy Hoài Văn hầu Trần Quốc Toản còn nhỏ, không cho dự việc nước. Quốc Toản phẫn kích, bóp nát quả cam trong tay, rồi lui về huy động hàng nghìn thân quyến và gia nô, sửa sang khí giới, thuyền chiến và dựng lá cờ thêu 6 chữ: "Phá cường địch, báo hoàng ân" (Phá giặc mạnh, báo ơn vua). Trong cuộc chiến chống Nguyên năm 1285, Quốc Toản chiến đấu rất hăng, luôn đi đầu trận tuyến đánh quân Nguyên. Theo An Nam truyện của Nguyên sử, Quốc Toản tử trận ở sông Như Nguyệt trên đường truy kích bại binh Nguyên vào tháng 5 âm lịch năm 1285. Sử Việt kể vua Nhân Tông đích thân viết văn tế, lại truy tặng tước vương.
Tháng 10 âm lịch năm 1283, Trần Nhân Tông phong Hưng Đạo vương Trần Quốc Tuấn làm Quốc công Tiết chế thống lĩnh chư quân, đồng thời tuyển các quân hiệu có năng lực, chia nhau chỉ huy các đơn vị quân đội. Cùng với Hưng Đạo vương, Nhân Tông đã trực tiếp chỉ đạo các hoạt động huấn luyện, diễn tập của lục quân và thủy quân. Tháng 10 năm 1284, triều đình chia quân trấn giữ các địa bàn quan trọng trong cả nước. Bên cạnh đó, Nhân Tông vẫn cử một số sứ giả mang lễ vật đi xin Thoát Hoan "hoãn binh" trong nửa cuối năm 1284.
Không những đương đầu với người Mông Cổ, Trần Nhân Tông đã xây dựng mối quan hệ tích cực với nước Chiêm Thành ở phía Nam. Tháng 12 năm 1282, ông đã gửi 2 vạn quân cùng 500 chiến thuyền sang hỗ trợ người Chiêm chặn đánh cánh quân Nguyên của Toa Đô. Nhưng trong các văn thư gửi cho người Nguyên, Trần Nhân Tông một mực phủ nhận hành động này.

### Kháng chiến chống Nguyên (1285)
Tháng 1 năm 1285, Thoát Hoan đưa quân đến sát ải Nam Quan và viết thư đòi "mượn đường" tấn công Chiêm Thành. Nhân Tông sai sứ thuyết phục Thoát Hoan rằng: "Từ nước tôi đến Chiêm Thành, đường thủy, đường bộ đều không tiện cả"; và đồng thời, nhà vua ra lệnh cho Hưng Đạo vương thành lập tuyến phòng thủ trên biên giới. Ngày 27 tháng 1, quân Nguyên vượt biên giới, đánh bại quân Đại Việt tại các cửa ải Vĩnh Châu, Nội Bàng, Thiết Lược và Chi Lăng. Hưng Đạo vương phải rút quân chạy về bến Vạn Kiếp (nay thuộc thị xã Chí Linh, tỉnh Hải Dương). Sau khi nhận tin này, Nhân Tông bỏ cả bữa ăn sáng để đi thuyền nhẹ xuống Hải Đông và hội kiến với Quốc Tuấn. Trên đường đi, có người lính tên Trần Lai dâng cơm, dù gạo xấu nhưng hoàng đế ghi nhận lòng trung thành của Lai, cho Lai chức Thượng phẩm kiêm Tiểu tư xã xã Hữu Triều Môn ở Bạch Đằng. Tại Hải Đông, ông truyền cho Trần Quốc Tuấn gọi quân từ các lộ phía đông bắc như Vân Trà, Ba Điểm về tập kết tại Vạn Kiếp. Các vương hầu như Hưng Vũ vương Trần Quốc Nghiện, Hưng Trí vương Trần Quốc Nghiễn, Hưng Nhượng vương Trần Quốc Tảng cũng mang 20 vạn quân đến giữ nơi này. Để động viên tinh thần tướng sĩ, Nhân Tông đã đề ở cuối thuyền 2 câu thơ rằng:
Cối Kê việc cũ người nên nhớ
Hoan Diễn kia còn chục vạn quân.
Ngày 11 tháng 2 năm 1285, Thoát Hoan sai Ô Mã Nhi đem binh thuyền tấn công Vạn Kiếp. Quân Đại Việt do nhà vua và Trần Quốc Tuấn chỉ huy đánh trả quyết liệt, giết được tướng Nguyên là Nghê Nhuận. Tuy nhiên, người Việt đã quyết định rút lui để tránh thế địch mạnh, thực hiện nghi binh khiến địch mệt mỏi rồi mới phản kích. Đến ngày 14, Ô Mã Nhi tổ chức bao vây 10 vạn quân của Nhân Tông tại Bình Than. Một trận thủy chiến lớn diễn ra và quân Nguyên cuối cùng đã không cản được quân Việt rút lui. Nhân Tông cùng Quốc Tuấn rút đại quân từ Vạn Kiếp, Phả Lại, Bình Than về đóng trên sông Hồng gần Thăng Long. Tại đây, vua Trần cho tập trung thủy quân và xây dựng các chiến lũy bằng gỗ trên bờ nam để cầm chân quân Nguyên, tạo thời gian cho việc sơ tán quân dân khỏi kinh thành theo kế vườn không nhà trống. Ngày 17 tháng 2, quân Nguyên lập doanh trại trên bờ bắc sông Hồng. Vua Nhân Tông muốn tìm người sang thương thuyết, thực tế là thăm dò tình hình quân Nguyên. Chi hậu cục thủ Đỗ Khắc Chung xung phong đi, nhà vua cả mừng nói: "Ngờ đâu trong đám ngựa xe kéo xe muối lại có ngựa kỳ, ngựa ký như thế!". Khắc Chung đem thư giảng hòa sang trại Ô Mã Nhi. Theo sử sách, tài đối đáp của Khắc Chung đã khiến các tướng Nguyên phải nhận xét: "Nước nó còn có người giỏi, chưa dễ mưu tính được". Hôm sau, Khắc Chung về chỗ vua Trần đóng quân, ngay sau đó hai bên Nguyên-Việt đại chiến bên sông Hồng. Quân Nguyên giành được thế thượng phong, nhưng quân dân Đại Việt đã kịp thời di tản khỏi Thăng Long. Thánh Tông, Nhân Tông dẫn đại quân triệt thoái theo đường sông Hồng về hướng phủ Thiên Trường (Nam Định). Thoát Hoan chia quân làm 2 đường thủy bộ ráo riết truy kích. Hai vua và Trần Quốc Tuấn đã tổ chức một số trận đánh chặn tại bãi Đà Mạc và ải Hải Thị, nhưng bị thất bại. Sau trận Hải Thị, quân vua Trần lui hẳn về đóng quân tại Thiên Trường (Nam Định) và Trường Yên (Ninh Bình).
Tháng 3 năm 1285, cánh quân Nguyên của Toa Đô từ Chiêm Thành đánh thốc vào mạn nam Đại Việt. Hưng Đạo vương xin Trần Nhân Tông sai Thượng tướng Thái sư Trần Quang Khải đón đánh Toa Đô ở Nghệ An. Quân Nguyên nhanh chóng đánh bật quân Việt khỏi Nghệ An và Thanh Hóa, đẩy đại quân của Nhân Tông vào thế bị ép từ 2 mặt Bắc-Nam. Trần Quốc Tuấn đưa hai vua chạy về vùng bờ biển ở Quảng Ninh, Hải Phòng ngày nay. Trong hành trình rút lui, hai vua bị quân Nguyên đuổi gấp. Khi thấy quân Toa Đô đã rời Thanh Hóa tiến lên đóng ở Trường Yên (Ninh Bình), ngày 7 tháng 4 năm 1285 Nhân Tông và Phụ hoàng lại vượt biển vào Thanh Hóa, thoát khỏi thế bị đối phương kìm kẹp. Toa Đô đã đưa quân vào Thanh Hóa truy lùng nhà vua, nhưng không thể tìm ra ông.
Trong thời gian này, nhiều tôn thất hoàng gia như Chiêu Quốc vương Trần Ích Tắc, Thượng vị Chiêu Văn hầu Trần Lộng đầu hàng quân Nguyên. Tuy nhiên, quân Nguyên cũng gặp nhiều khó khăn do thiếu hụt lương thực, không hạp khí hậu và liên tục bị dân binh Việt đánh phá sau lưng.
Tại Thanh Hóa, vua Trần đã chỉnh đốn, tổ chức lại lực lượng. Khoảng tháng 3 – 4 âm lịch, Nhân Tông đã nhận định trong một cuộc họp với các quan:
| “                | Bọn giặc nhiều năm phải đi xa, lương thảo chuyên chở hàng vạn dặm, thế tất mỏi mệt. Lấy nhàn chống mệt, trước hết hãy làm chúng nhụt chí, thì ắt là đánh bại được chúng. | ” |
| — Trần Nhân Tông | |   |

Trên tinh thần đó, hai vua và Trần Quốc Tuấn chia đại quân thành nhiều mũi thực hiện tổng phản công. Dưới sự thống lĩnh của Trần Quốc Tuấn, Trần Quốc Tung, Trần Nhật Duật, Trần Quang Khải, Nguyễn Khoái và một số tướng khác, các cánh quân Đại Việt đã liên tiếp đánh thắng quân Nguyên tại đồn A Lỗ (nơi gần điểm hợp lưu của sông Luộc với sông Hồng), cửa Hàm Tử (nay thuộc Khoái Châu, Hưng Yên), Chương Dương Độ (nay thuộc Thường Tín, Hà Nội) và giải phóng Thăng Long trong hai tháng 5, 6. Quyển 209 của Nguyên sử có nhận định:
| “                           | Người Giao chống cự quan quân [Nguyên-Mông], tuy nhiều lần bị bại tan, nhưng binh lực chuyển thành nhiều thêm. Quan quân khốn khổ, thiếu thốn, chết và bị thương cũng nhiểu. Quân và ngựa Mông Cổ cũng không thi thố được tài năng nên bỏ kinh thành của họ, qua bờ sông phía Bắc. | ” |
| — An Nam truyện – Nguyên sử | |   |

Ngày 7 tháng 6 năm 1285, Hoàng đế Trần Nhân Tông rước Thượng hoàng ra bắc, đích thân đánh bại một lực lượng Nguyên trong trận Trường Yên ngày 7 tháng 6 năm 1285. Quân Nguyên chết hại "nhiều không kể xiết".
Ngày 24 tháng 6, hai vua tấn công quân chủ lực của Toa Đô tại Tây Kết (Khoái Châu). Quân hai vua thắng to, chém chết Nguyên soái Toa Đô, bắt được hơn 5 vạn quân Nguyên, tịch thu một lượng lớn khí giới. Tổng quản quân Nguyên là Trương Hiển đầu hàng. Đến nửa đêm, Ô Mã Nhi trốn qua cửa sông Thanh Hóa, hai vua thúc quân truy kích nhưng không bắt được, Ô Mã Nhi dùng thuyền vượt biển thoát thân. Theo Toàn thư, Nhân Tông khi thấy thủ cấp của Toa Đô đã nhận xét "người làm tôi phải nên như thế này", rồi cởi áo ngự phủ lên và sai người khâm liệm tử tế. Cùng lúc đó, hai anh em Trần Quốc Tuấn, Quốc Tung mở nhiều cuộc tấn công lớn trên bờ bắc sông Hồng và quét sạch cánh quân Thoát Hoan khỏi Đại Việt. Ngày 9 tháng 7 năm 1285, hai vua ca khúc khải hoàn trở về Thăng Long. Sách Việt sử tiêu án do sử thần đời Lê trung hưng là Ngô Thì Sĩ biên soạn (1775) có ghi lại lời bàn về cách lãnh đạo của Trần Nhân Tông:
| “                 | Mỗi lần có tin báo quân Nguyên sang cướp, thì tất là Vua thân hành ra ngoài trông coi quân, khi đi đông, đi tây, không đi nhất định đường nào, khi ở trên bộ, khi ở thủy không đóng nhất định ở đâu, đó không phải là rát, là vì Vua ở bên ngoài, thì dễ hiệu triệu thiên hạ. Cổ lệ lòng hăng hái của quân sĩ, chư tướng thì tiện việc tâu xin mệnh lệnh, tam quân thì vui lòng xông pha, lính tráng đều là quân của nước, của nhà giàu là của nước, có cơ hội nào thì cổ động quân sĩ xông vào trước, gặp tình thế không may thì tùy tiện mà chống giữ; khi tiến quân thì nhanh như chớp nhoáng, khi lui về thì như rồng rắn ẩn thân, giặc không biết đâu mà lường đạc được, nếu chỉ nấp giữ ở trong thành, thì địch coi đó là sào huyệt, chúng sẽ chặn đường không cho vận lương đến, và giữ viện binh không vào được, đến nỗi lương hết, lực cùng, chả nguy lắm sao. Có tin giặc đến mà Vua lập tức đi ra ngoài, đó là kỳ kế, liệu sức giặc và tính cách đánh của nhà Trần. | ” |
| — Việt sử tiêu án | |   |

### Kháng chiến chống Nguyên (1287-1288)
Sau khi đánh bại cuộc tấn công của Nguyên – Mông, tháng 7 năm 1285, vua Nhân Tông đã phóng thích các tù binh người Chiêm Thành (họ bị quân Nguyên bắt tòng quân khi Toa Đô xâm lược Chiêm Thành năm 1283) về nước. Tù binh quân chính quy Nguyên-Mông cũng được trở về quê hương vào mùa xuân năm 1286. Về nội trị, tháng 9 năm 1285, ông đã tiến hành phong thưởng các quan, tướng có công và trừng phạt những người từng đầu hàng địch. Đến tháng 11, ông ra lệnh xét duyệt hộ khẩu trong cả nước. Có bầy tôi ngăn cản vua, cho là dân vừa trải qua nhiều vất vả, nên việc duyệt hộ khẩu lúc này là không cần thiết. Vua Nhân Tông quả quyết: "Chỉ có thể định hộ khẩu vào lúc này, chẳng nên qua đó mà xem xét [tình trạng] hao hụt, điêu tàn của dân ta hay sao?"; các quan bèn nghe theo. Sử gia Ngô Thì Sĩ có phê phán quyết định của vua Nhân Tông:
| “            | Lúc ấy quân giặc mới rút lui, dân bị thương đau chưa khỏi, dân lưu tán chưa kéo về, thôn xóm đồng ruộng điêu tàn xơ xác, chiêu tập vỗ về dân còn chưa xong, mà đã vội vàng làm sổ đinh; trong việc làm ấy thì phải quan chức tra xét, dân chúng hội họp, phí tổn về ăn uống; con gà, đùi lợn tránh sao khỏi phí, sổ mới, lệ cũ so sánh khó đều, sau khi binh lửa, mà phải bỏ nghề nghiệp đi hầu tra cứu nhiễu dân quá lắm; quần thần biết nói phải để chữa lỗi lầm, Vua trên lại trái lời can mà đặt điều để che lỗi; thế mà quần thần không cố can gián, mà lại khen phục, có phải gần như xiểm nịnh không? | ” |
| — Ngô Thì Sĩ | |   |

Cuối năm 1286, Hốt Tất Liệt huy động 30 vạn quân và 500 thuyền chiến chuẩn bị xâm lược Đại Việt lần hai. Nhận được tin này từ các quan biên giới, vua Nhân Tông hỏi Hưng Đạo vương: ""Năm nay thế giặc ra sao?" và được trả lời: "Nước ta thái bình lâu ngày, dân không hiểu việc binh, cho nên năm trước quân Nguyên vào cướp, còn có kẻ ra hàng hay trốn tránh. Nhờ uy linh tổ tôn, ta đã quét sạch bụi Hồ. Nếu giặc lại đến, quân ta đánh đã quen, quân nó ngại đi xa. Ý thần xem ra tất phá được giặc". Sau đó, hai vua đôn đốc vương hầu chiêu mộ, huấn luyện binh sĩ, đồng thời chế tạo binh khí và tàu thuyền để chuẩn bị kháng chiến.
Tháng 12 năm 1287, quân thủy bộ nhà Nguyên chia làm 3 đạo tiến vào Đại Việt. Khác với cuộc chiến năm 1285, quân Việt chỉ đánh có tính kìm chân rồi chủ động lui khỏi biên giới. Thoát Hoan lại tung 2 vạn quân thủy bộ tấn công và chiếm Vạn Kiếp làm căn cứ, sau đó tiến về Thăng Long. Ngày 2 tháng 2 năm 1288, quân Nguyên mở màn đánh phá Thăng Long. Quân Đại Việt bỏ thành rút lui. Cũng ngày này, hải quân Đại Việt do Trần Khánh Dư chỉ huy đã tập kích và tiêu diệt hoàn toàn đoàn thuyền lương của Trương Văn Hổ tại Vân Đồn (Quảng Ninh). Các đoàn thuyền lương khác của quân Nguyên cũng không vào được Đại Việt vì bị bão biển, hoặc vì đi lạc tới Chiêm Thành.
Sau khi Thăng Long thất thủ, Thoát Hoan sai Ô Mã Nhi truy đuổi cha con vua Trần. Nhưng Thánh Tông và Nhân Tông đã lui xuống hạ lưu sông Hồng rồi eo cửa Giao Thủy đi ra biển vòng lên Tháp Sơn (Đồ Sơn). Thoát Hoan đành thu quân về Thăng Long, sau đó cử Ô Mã Nhi đi tìm đoàn thuyền lương của Trương Văn Hổ. Lúc này hai vua và Trần Quốc Tuấn đã tập trung quân thủy bộ ở Tháp Sơn. Khi quân Ô Mã Nhi qua đây, Nhân Tông tổ chức tập kích ở cửa Văn Úc (ngày 10 tháng 2 năm 1288), và trên biển gần Tháp Sơn, gây nhiều thiệt hại cho quân Nguyên. Ô Mã Nhi bèn dẫn quân trở lại Vạn Kiếp.
Ở Thăng Long mà không có lương thực, Thoát Hoan lúng túng. Không những thế, quân Đại Việt đã phản công mạnh mẽ và kiểm soát vùng Hải Dương và Hải Phòng đẩy Thoát Hoan vào nguy cơ bị cắt đường về Vạn Kiếp. Tình huống này buộc Thoát Hoan rút quân khỏi Thăng Long quay về Vạn Kiếp. Hai vua Trần một mặt sai Hưng Ninh vương Quốc Tung đến giả vờ hẹn ngày đầu hàng để làm quân Nguyên mất cảnh giác, mặt khác cứ đến đêm lại tung quân đột kích vào Vạn Kiếp. Cuối tháng 3 năm 1288, Thoát Hoan quyết định lui quân khỏi Đại Việt; Ô Mã Nhi được lệnh dẫn một cánh quân thủy rút về trước. Ngày 9 tháng 4, cánh quân này tiến đến sông Bạch Đằng và lọt vào trận địa mai phục của đại quân Việt. Dưới sự chỉ huy trực tiếp của hai vua và Trần Quốc Tuấn, quân Đại Việt đã tiêu diệt toàn bộ cánh thủy quân Nguyên, bắt sống nhiều tướng lĩnh (trong đó có Ô Mã Nhi, Phàn Tiếp, Tích Lệ Cơ) và tịch thu 400 thuyền chiến.
Ngày 18 tháng 4, hai vua Trần về phủ Long Hưng (Thái Bình) và đưa các bại tướng của trận Bạch Đằng bị bắt đến trình diện trước lăng Trần Thái Tông. Tương truyền khi đó chân của các tượng ngựa đá trong lăng đều lấm bùn, như thể những vật này cũng vừa mới tham gia chiến đấu. Nhân Tông tức cảnh ngâm hai câu thơ rằng:
Xã tắc hai phen bon ngựa đá,
Non sông ngàn thuở vững âu vàng.
Một ngày trước trận Bạch Đằng, đại quân Nguyên bắt đầu rút từ Vạn Kiếp lên biên giới. Hữu thừa Nguyên là Trình Bằng Phi chọn những binh sĩ thiện chiến yểm hộ cho Thoát Hoan chạy về nước. Quân Nguyên về tới ải Nội Bàng (thị trấn Chũ và xã Bình Nội của Bắc Giang ngày nay) thì bị quân Đại Việt phục kích dữ dội, Vạn hộ Nguyên là Trương Quân phải đem 3000 quân liều chết chiến đấu mới thoát khỏi cửa ải. Qua được Nội Bàng, Thoát Hoan lại nhận tin trinh sát rằng phía trước có 30 vạn quân Đại Việt trải dọc suốt 100 dặm mai phục, đành đổi hướng đi qua Đơn Kỷ (khoảng huyện Đình Lập tỉnh Lạng Sơn ngày nay) về Lộc Châu. Tuy nhiên qua đường này, quân Nguyên vẫn bị quân Đại Việt tập kích. Quân Đại Việt từ trên cao bắn tên độc, giết các tướng Trương Ngọc và Abaci. Theo Nguyên sử, quân Nguyên lúc đó đã "thiếu ăn lại mệt vì chiến đấu, tướng tá nhìn nhau thất sắc" nhưng vẫn phải "cố xông vào mà đánh" và "buộc vết thương lại mà đánh". Đến ngày 19 tháng 4 năm 1288, quân Nguyên đã bị quét sạch hoàn toàn khỏi Đại Việt.
Trong bộ Khâm định Việt sử Thông giám Cương mục biên soạn thời vua Nguyễn Dực Tông (cai trị 1847 – 1883), sử quan Đại Nam có nhận xét về vai trò của vua Trần Nhân Tông và các tướng lĩnh tài ba trong hai lần đánh bại quân Nguyên:
| “                                        | Lúc bấy giờ nhà Nguyên mới nổi lên, khí thế rất ngang ngược; nhà Trần cũng may gặp lúc mới nổi lên, được các vua Thái Tông, Thánh Tông, Nhân Tông và tướng văn tướng võ phần nhiều người tài, mới có thể đánh bại được giặc, giữ được nước, chứ nếu gặp người khác thì chưa biết thế nào. | ” |
| — Khâm định Việt sử Thông giám Cương mục | |   |

### Những năm cuối trị vì

#### Đối nội
Sau hai cuộc kháng chiến chống Nguyên thắng lợi, Hoàng đế Trần Nhân Tông đã bắt tay vào việc tái thiết kinh tế, xã hội Đại Việt. Khoảng tháng 5 năm 1288, ông xuống chiếu đại xá thiên hạ và cắt giảm thế má, sưu dịch cho dân chúng. Đặc biệt, các vùng bị chiến tranh tàn phá đều được miễn thuế và sưu dịch hoàn toàn. Theo Đại Việt Sử ký Toàn thư, trong thời gian này Trần Nhân Tông đã hòa giải thành công sự bất hòa của một số quan viên trong triều:
"Lệ cũ, mỗi khi tuyên đọc lời vua, thì viện Hàn lâm lĩnh đưa bản thảo tờ chiếu cho Hành khiển để giảng tập trước. Đến khi tuyên đọc, thì giảng cả âm nghĩa cho dân thường dễ hiểu, vì chức Hành khiển để dùng hoạn quan thôi. Bấy giờ, Lê Tòng Giáo làm tả phụ, vốn bất hòa với Hàn lâm phụng chỉ Đinh Củng Viên. Ngày tuyên đọc lời vua đã đến rồi mà Củng Viên vẫn cố ý không đưa bản thảo. Tòng Giáo đòi nhiều lần vẫn không được.
Hôm ấy, xa giá sắp ra ngoài cung, Củng Viên mới đưa bản thảo. Tòng Giáo tuyên đọc tờ chiếu đại xá, không hiểu âm nghĩa, phải im lặng. Vua gọi Củng Viên đứng đằng sau, nhắc bảo âm nghĩa. Tòng Giáo rất thẹn. Tiếng nhắc của Củng Viên to dần, mà tiếng đọc của Tòng Giáo lại nhỏ đi, trong triều chỉ còn nghe thấy tiếng của Củng Viên thôi. Vua về trong cung, gọi Tòng Giáo dụ bảo:
"Củng Viên là sĩ nhân, ngươi là trung quan sao lại bất hòa đến thế? Ngươi là lưu thủ Thiên Trường, dùng con rươi quả quýt đi lại, đưa tặng lẫn nhau thì có việc gì?"
Từ đó, Tòng Giáo và Củng Viên giao hảo với nhau càng gắn bó."
Sử gia Ngô Sĩ Liên ca ngợi: "Vua bảo bề tôi giao hảo với nhau là để cùng nhau làm tốt việc của nhà vua. Nhà Trần trung hậu như thế [qua việc này] có thể thấy được'', nhưng phê phán vua Nhân Tông vì lấy một hoạn quan không biết chữ như Lê Tòng Giáo làm Hành khiển.

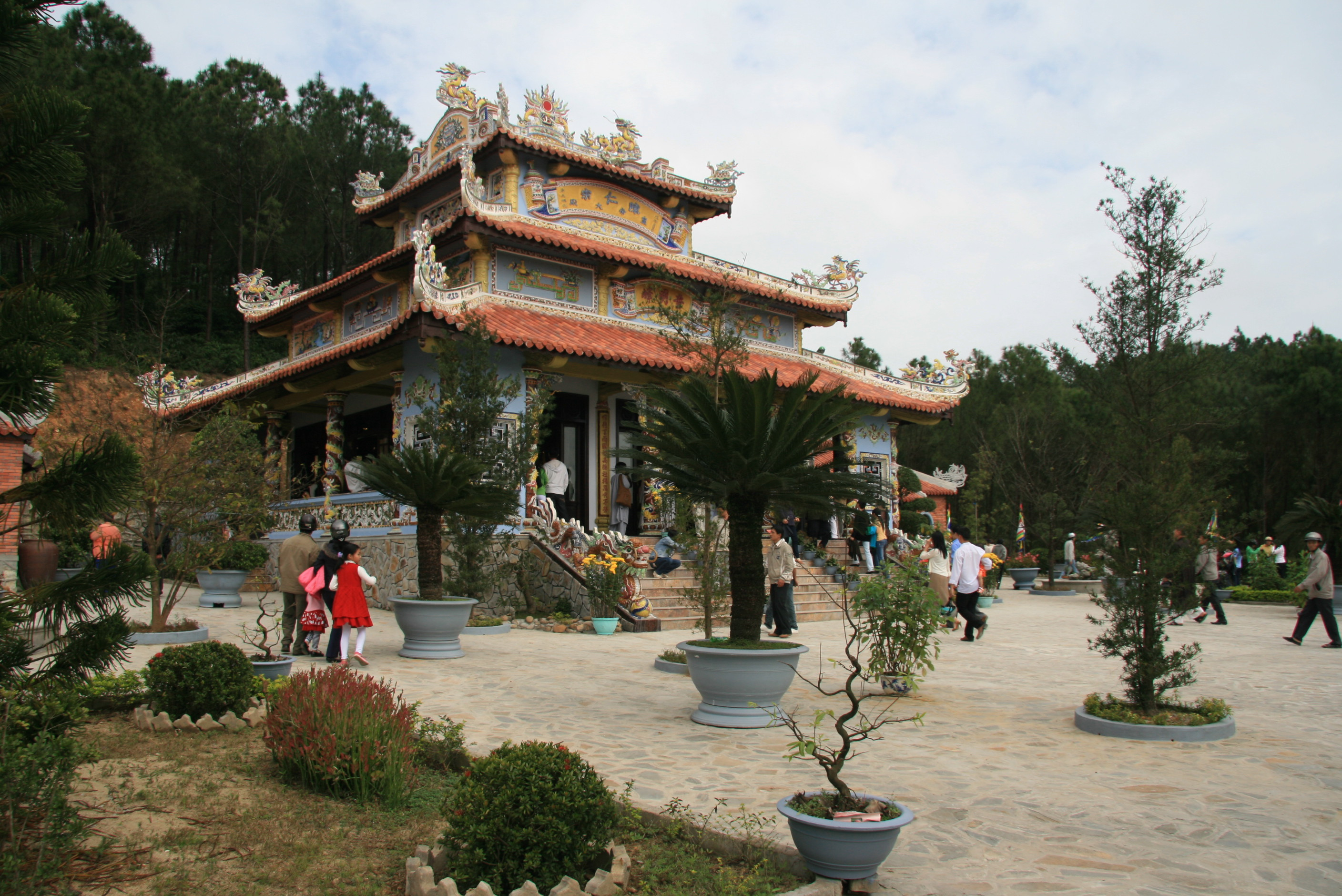
Đền Trần Nhân Tông tại Huế.

Tháng 4 âm lịch năm 1289, cùng với Thượng hoàng Trần Thánh Tông, Hoàng đế Trần Nhân Tông xét công lao các tướng lĩnh trong cuộc chiến với Nguyên – Mông. Hưng Đạo vương Quốc Tuấn được thăng lên Đại vương, Hưng Vũ vương Quốc Nghiễn được phong Khai quốc công, Hưng Nhượng vương Quốc Tảng nhận chức Tiết độ sứ; Nguyễn Khoái được phong tước Liệt hầu và được cấp hẳn một hương làm thực ấp. Hai vua cũng phong quan tước cho các tù trưởng người dân tộc có công như Lương Uất và Hà Tất Năng. Bên cạnh đó, Nội Minh tự Đỗ Hành là người đã bắt Ô Mã Nhi trong trận Bạch Đằng, nhưng chỉ được phong Quan nội hầu vì không đem Ô Mã Nhi nộp cho Hoàng đế mà lại nộp Thượng hoàng. Hưng Trí vương Quốc Nghiễn cũng không được thăng chức vì cố chặn đánh tàn quân Nguyên ở biên giới dù nhà vua có lệnh không truy kích. Đối với những người từng đầu hàng quân Nguyên, quan lại thì bị xử tử hoặc bắt đi đày, còn quân dân thì được tha chết nhưng phải chịu các loại hình phạt khổ sai như "chở gỗ đá, xây cung điện để chuộc tội", hoặc phải làm lính hầu, nô tỳ cho vương hầu và tể tướng.
Tháng 2 âm lịch năm 1290, Nhân Tông cử quan văn đi trấn nhậm các lộ trong cả nước, để cơ cấu lại bộ máy hành chính vốn đã bị quân sự hóa trong chiến tranh. Ông cũng quan tâm theo dõi công việc của quan lại địa phương. Khi nghe tin An phủ sứ Diễn Châu là Phí Mạnh hay nhũng nhiễu dân, Nhân Tông đã triệu Phí Mạnh về kinh đô và phạt đánh bằng trượng. Sau lần đó, Phí Mạnh trở nên đức độ đến mức người dân truyền tụng rằng quan An phủ Diễn Châu trong sạch như nước. Nhà vua còn cất nhắc những văn thần có công trong thời chiến như Phùng Sĩ Chu làm Hành khiển (1289), Trần Thì Kiến làm An phủ sứ lộ Yên Khang (1292). Bên cạnh đó, hai vua Thánh Tông, Nhân Tông đã chủ trương hạn chế tối đa số viên chức nhà nước. Sau này khi Nhân Tông làm Thái thượng hoàng, có lần ông đã phàn nàn với Trần Anh Tông vì vua này bổ nhiệm quá nhiều quan chức: "Sao lại có một nước bé bằng bàn tay mà phong quan tước nhiều như thế".
Tháng 5 âm lịch năm 1290, Thượng hoàng Thánh Tông qua đời ở cung Nhân Thọ. Sau 3 tháng để tang, tháng 9 âm lịch, Ngự sử đại phu Đỗ Quốc Kế khuyên vua Nhân Tông: "Phàm để tang không nên làm thương tổn người sống. Nay thiên tử đều dùng kiệu khiêng, thế là người sống bị tổn thương, xin hãy cưỡi ngựa". Lời tâu này được nhà vua chấp thuận. Ngày 15 tháng 12 âm lịch năm 1290, Nhân Tông mai táng thượng hoàng ở Dụ Lăng, tôn miếu hiệu là Thánh Tông, thụy hiệu Tuyên Hiếu Hoàng đế. Từ đây đến năm 1293, Nhân Tông là vị hoàng đế duy nhất cai trị nước Việt.
Khoảng năm 1289–1290, sản xuất nông nghiệp bị đình trệ do sự chuyển biến thất thường của thời tiết. Theo Đại Việt Sử ký Toàn thư, năm 1289 có tình trạng "hạn từ tháng 6 mùa hạ đến tháng 10 mùa đông", sau đó "mùa hạ, tháng 4 [năm 1290], sông Tô Lịch chảy ngược (sông này hễ có mưa to thì nước rút, tràn và chảy ngược)" và đến tháng 9 âm lịch năm 1290, nạn đói xảy ra khiến nhiều người phải bán ruộng đất và bán cả con mình làm nô tỳ cho người khác. Trước tình hình này, Nhân Tông chỉ thị phát chẩn thóc cho người dân và bãi bỏ thuế nhân đinh. Chính sách trị dân của ông đã giúp Đại Việt dần dần phục hồi sau những năm chiến tranh và đói kém. Năm 1293, khi sứ nhà Nguyên là Lương Tăng và Trần Phu sang Đại Việt, họ đã chứng kiến một Đại Việt phồn vinh với những hình ảnh như "lúa mỗi năm gặt bốn lần, tuy vào mùa đông rét, mạ vẫn phơi phới", hay "thôn xóm đều có chợ, mỗi hai ngày họp một lần, trăm món tạp hóa đều dồi dào" và "thuyền bè các nước mọi ngoài biển đều đến rất đông, buôn bán trên thuyền rất rộn rịp" (theo An nam tức sự của Trần Phu). Công nghiệp và thủ công nghiệp của Đại Việt cũng lớn mạnh tạo điều kiện cho triều đình Nhân Tông tu bổ, xây mới toàn bộ những cầu, đường và cung điện đã bị đốt phá trong chiến tranh.

#### Đối ngoại
Cuối thời Nhân Tông, quân Ai Lao thường hay quấy nhiễu biên giới phía tây Đại Việt, bởi vậy năm 1290 nhà vua quyết định thân chinh đánh Ai Lao. Các quan ngăn cản, lập luận rằng: "Giặc Hồ mới lui, vết thương của dân chưa lành, sao lại đã hưng binh". Vua Nhân Tông đáp lại: "Chỉ nên xuất binh vào lúc này; lân bang sẽ bảo ta có bao nhiêu voi ngựa mất hết, sắp có sự khinh rẻ ta, nên phải đại cử để thị oai"; đình thần không còn ý kiến.
Đối với nhà Nguyên, ông tiếp tục thực thiện chính sách đối ngoại mềm dẻo. Từ tháng 4 đến tháng 11 năm 1288, Nhân Tông đã ba lần cử sứ giả sang Nguyên để triều cống và "tạ tội". Đồng thời, ông gửi vua Nguyên một bức thư biện hộ cho hai cuộc kháng chiến năm 1285 và 1287-1288, trong đó có đoạn: "Năm Chí Nguyên thứ 23 (1286), bình chương A Lý Hải Nha tham công ngoài biên giới, làm trái Thánh chỉ... Mùa đông năm Chí Nguyên thứ 24 (1287) lại thấy đại quân thủy bộ đều tiến sang, thiêu đốt chùa chiền khắp nước, đào bới mồ mả tổ tiên, bắt giết người dân già trẻ, đập phá sản nghiệp trăm họ...". Đến tháng 12 năm 1288, Hốt Tất Liệt sai Lý Tư Diễn và Vạn Nô đi đòi Nhân Tông sang chầu và thả tù binh Nguyên về nước. Vua Trần đã thiết đãi nồng hậu và biếu vàng bạc cho sứ Nguyên, nhưng dứt khoát không chịu sang chầu. Đầu năm 1289, Nhân Tông truyền lệnh đưa hết tù binh Nguyên về nước. Riêng đối với Ô Mã Nhi, Nhân Tông và Hưng Đạo Đại vương quyết định ám sát để trừ hậu họa. Nhà vua sai Nội thư Hoàng Tá Thốn cấp thuyền cho Ô Mã Nhi về, rồi chọn người lặn giỏi làm phu thuyền và nhân lúc đêm tối dùi thuyền thủng cho đắm. Vua Trần đã giải thích với Hốt Tất Liệt rằng Ô Mã Nhi chết đuối do thuyền bị rỉ nước. Người Nguyên không thể tra cứu việc này nên đành lờ đi, không trách cứ. Trong Đại Việt Sử ký Toàn thư, sử thần đời Lê sơ Ngô Sĩ Liên chỉ trích mạnh mẽ hành động của Nhân Tông là "thất tín":
| “             | Chữ tín là vật báu của nước, mà làm cho người khác phục mình sâu sắc thì đó là gốc của vương chính. Hưng Đạo Vương dùng bá thuật, muốn được thành công trong một thời mà không biết làm như thế là đã thất tín với muôn đời. Đã nói là đưa về nước lại dùng mưu kế để giết đi, thì thực quỷ quyệt quá lắm. Thái Tổ Cao Hoàng Đế nước Đại Việt ta đang khi dẹp loạn, định tha người Minh về nước. Bọn ngụy quan có kẻ viện dẫn cho người Minh nghe câu chuyện dùi thuyền của Hưng Đạo Vương khi trước nhằm ngăn cản ý muốn về nước của họ. Nhưng lòng tín thực của Thái Tổ thấu đến cả muông thú, nên rốt cuộc người Minh tin theo không ngờ vực. Thế mới là làm cho người khác phục mình sâu sắc và là cội gốc của vương chính. Đâu có thể nói [chữ tín] chỉ là chuyện nhỏ nhặt. | ” |
| — Ngô Sĩ Liên | |   |

Sau thất bại trong cuộc chiến năm 1288, nhà Nguyên vẫn chưa bỏ mộng xâm lược Đại Việt. Mặc dù Nhân Tông đã sai Nghiêm Trọng Duy và Trần Tử Trường sang Nguyên dâng lễ vật và "tạ tội không vào chầu" vào tháng 9 âm lịch năm 1291, Hốt Tất Liệt lại cử Trương Lập Đạo và Thiếp Mộc Nhĩ sang dụ Nhân Tông đến chầu vào cuối năm 1291 – đầu năm 1292. Theo tư liệu Trương Thượng thư Hành lục chép trong An Nam chí lược của Lê Tắc, vua Nhân Tông đãi Lập Đạo thịt rượu rất thịnh soạn và còn đề thơ tặng sứ giả, nhưng tiếp tục lấy cớ tang cha, từ chối sang chầu. Sau khi Lập Đạo về nước, Nhân Tông sai Nguyễn Đại Phạp và Hà Duy Nghiêm sang cống nhà Nguyên. Năm 1293, sau khi Nhân Tông truyền ngôi cho con là Trần Anh Tông, Hốt Tất Liệt lại sai sứ sang bắt vua Trần vào chầu. Anh Tông cáo bệnh không đi và sai Đào Tử Kỳ sang cống nạp. Nhà Nguyên giam Tử Kỳ ở Giang Lăng và sửa soạn tấn công Đại Việt. Nhưng việc chuẩn bị chưa hoàn tất thì Hốt Tất Liệt chết; tân hoàng đế Nguyên Thành Tông đã hủy bỏ kế hoạch xâm chiếm Đại Việt, đồng thời thả Tử Kỳ về nước.
Bài dẫn của Trần Quang Chỉ, người thời Minh, trong bức tranh Trúc Lâm đại sĩ xuất sơn đồ đã khái quát về các thành tựu đối nội, ngoại giao của vua Trần Nhân Tông:
| “                | Ngài trị quốc với lòng nhân, bang giao với Trung Quốc bằng chữ thành, đãi ngộ quần thần như chân, tay, vỗ an muôn dân như con đỏ. Ngài giảm nhẹ hình phạt, thu thấp thuế khóa, thưởng phạt nghiêm minh. | ” |
| — Trần Quang Chỉ | |   |

## Thái thượng hoàng
Ngày 9 tháng 3 âm lịch năm Quý Tỵ (tức ngày 16 tháng 4 năm 1293) Trần Nhân Tông truyền ngôi cho Thái tử Trần Thuyên – tức Hoàng đế Trần Anh Tông – rồi lên làm Thái thượng hoàng. Anh Tông tặng vua cha tôn hiệu là Hiến Nghiêu Quang Thánh Thái Thượng Hoàng Đế (憲堯光聖太上皇帝). Năm sau (1294), Thượng hoàng xuất gia tu Phật tại hành cung Vũ Lâm (Ninh Bình). Dựa trên dữ liệu từ Thánh đăng ngữ lục, tiến sĩ Lê Mạnh Thát phỏng đoán rằng Nhân Tông đã nhận được tâm ấn từ Tuệ Trung Thượng sĩ. Bên cạnh đó, Nhân Tông vẫn tham gia cùng Anh Tông trị nước. Tháng 8 âm lịch năm 1294, quân Ai Lao xâm lấn Đại Việt lần hai và Thượng hoàng lại thân chinh đánh dẹp. Quân Việt do Nhân Tông chỉ huy đã đánh tan quân Ai Lao, đồng thời thu được nhiều tù binh và chiến lợi phẩm. Nhân Tông cũng chủ trì tiếp phái bộ Lý Trọng Tân - Tiêu Phương Nhai của nhà Nguyên vào năm 1295 (trong dịp này Nhân Tông đã sáng tác bài Tiến sứ Bắc Lý Trọng Tân, Tiêu Phương Nhai – một trong hơn 30 bài thơ hiện còn lưu hành của ông). Sau đó, tháng 2 âm lịch năm 1295 Thượng hoàng sai Nội viên ngoại lang Trần Khắc Dụng và Phạm Thảo qua Nguyên để thỉnh Đại tạng kinh. Thỉnh cầu này được Nguyên Thành Tông chấp thuận. Các bộ kinh do sứ bộ đem về được cất ở phủ Thiên Trường, ngoài ra Thượng hoàng sai in bản phó để lưu hành trong nước.

### Sơ tổ Trúc Lâm

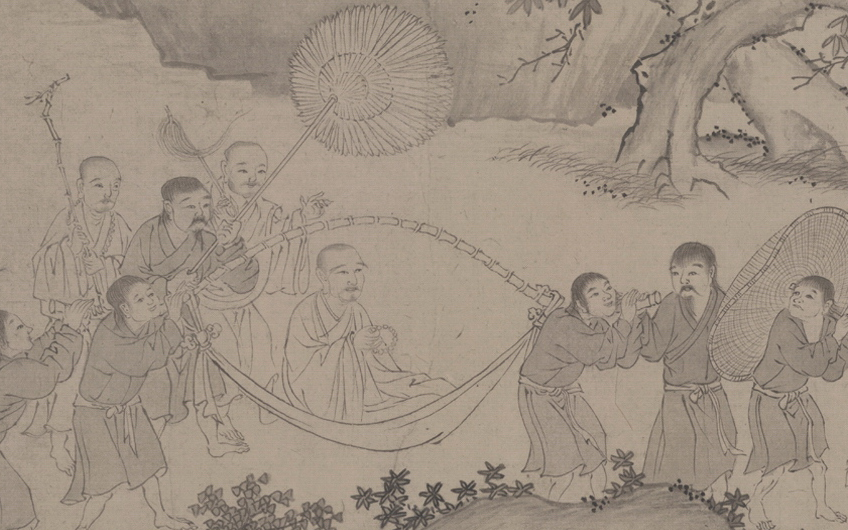
Hình ảnh đại sĩ Trần Nhân Tông xuất du trong tác phẩm Trúc Lâm đại sĩ xuất sơn đồ

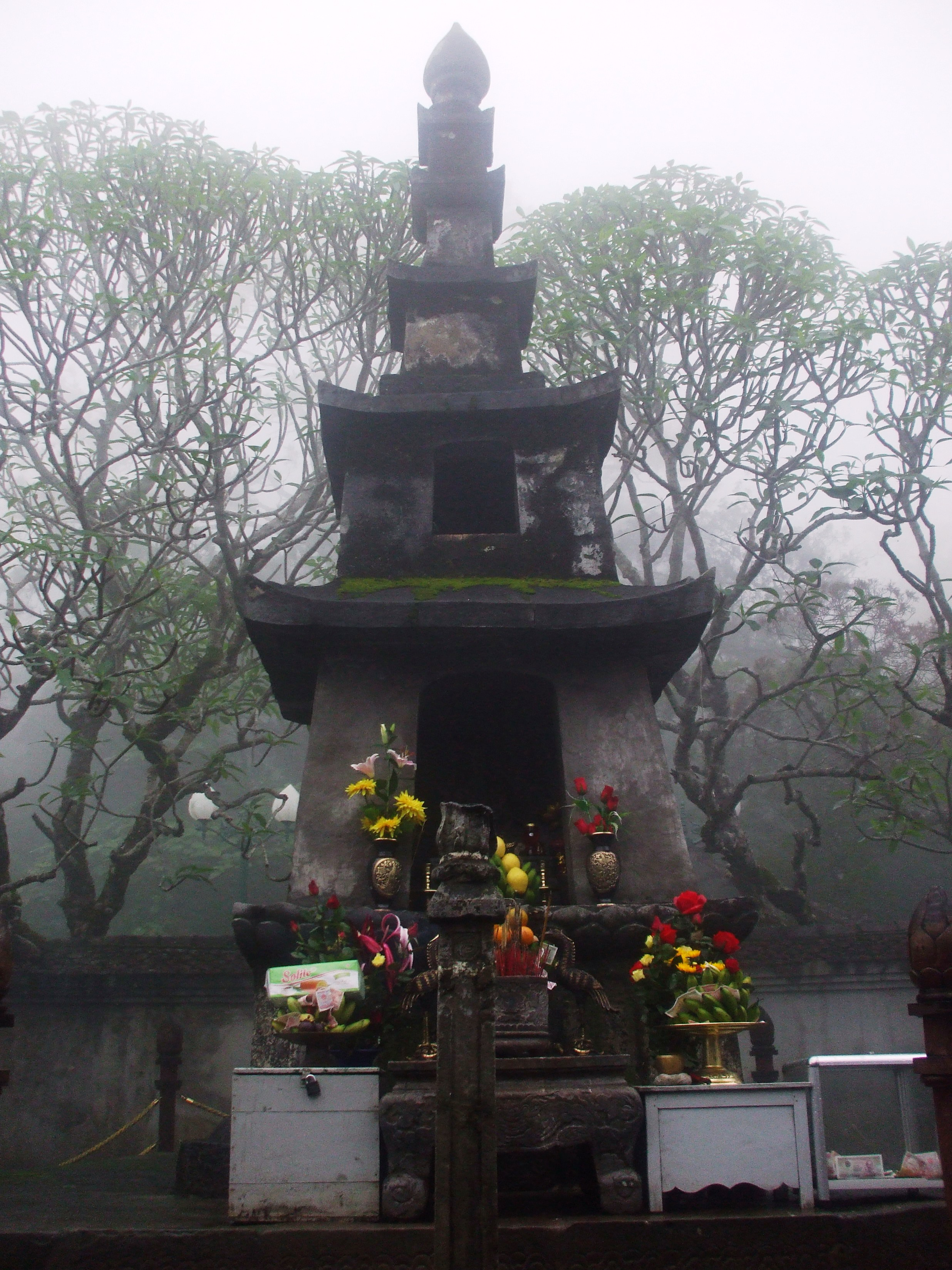
Tháp Huệ Quang, nơi chứa một phần xá lợi của Trần Nhân Tông.

Tháng 10 (âm lịch) năm 1299, Nhân Tông rời đến Yên Tử (Quảng Ninh), lấy pháp danh Hương Vân Đại Đầu đà (香雲大頭陀) và tu hành theo thập nhị đầu đà (mười hai điều khổ hạnh). Ông còn có đạo hiệu là Trúc Lâm Đại Đầu đà (竹林大頭陀) hay Trúc Lâm Đại sĩ (竹林大士) và Giác hoàng Điều ngự (覺皇調御). Tại Yên Tử, Điều ngự đã mở tịnh xá, thuyết giảng độ tăng, thâu nhận được khá nhiều đệ tử. Vào thế kỷ XI – XIII, Phật giáo Đại Việt tồn tại chủ yếu dựa trên 3 dòng thiền Tì-ni-đa-lưu-chi, Thảo Đường và Vô Ngôn Thông. Điều ngự đã hợp nhất các tông phái này vào dòng thiền Trúc Lâm Yên Tử, còn gọi là Thiền phái Trúc Lâm. Đây được xem là giáo hội thống nhất đầu tiên của đạo Phật tại Việt Nam. Thiền phái Trúc Lâm vừa tiếp thu nền tảng Phật giáo Nam Á và thiền Đông Độ, vừa sử dụng các giá trị văn hóa Việt Nam và khuyến khích Phật tử cống hiến cho xã hội trên nền tảng Từ bi – Trí tuệ của Phật pháp. Bản thân Điều ngự không chỉ an cư tại Yên Tử, mà đi thuyết pháp nhiều lần ở các chùa như Phổ Minh (Thiên Trường), Sùng Nghiêm (Chí Linh), Vĩnh Nghiêm (Yên Dũng) và Báo Ân – Siêu Loại (nay thuộc Gia Lâm, Hà Nội). Ông cũng xây dựng nhiều tự viện và đi giáo hóa trong cả nước, kể cả ở thôn quê lẫn thành thị. Trên cương vị là thượng hoàng-thiền sư, ông đã dạy dân bài trừ các tập tục mê tín, dị đoan và tu dưỡng đức hạnh theo giáo pháp Thập thiện (mười điều thiện). Ông vẫn góp ý cho một số vấn đề chính sự, đồng thời khuyên bảo Anh Tông từ bỏ rượu chè và cúng dường cho tăng chúng.
Tháng 3 âm lịch năm 1301, Giác hoàng Điều ngự du hóa đến châu Bố Chính – một vùng đất địa đầu phía nam của Đại Việt – và dựng lên am Trì Kiến. Từ Bố Chính, ông sang Chiêm Thành và ở lại đây gần một năm. Trong lần này, Điều ngự đã hứa gả con là công chúa Huyền Trân cho vua Chiêm là Chế Mân; để đáp lễ, Chế Mân xin nhượng hai châu Ô, Lý cho Đại Việt. Hôn lễ giữa Huyền Trân với vua Chiêm được cử hành vào năm 1306. Vua Anh Tông sáp nhập hai châu Ô, Lý vào Đại Việt và đổi tên châu Ô thành châu Thuận, châu Lý thành châu Hóa. Bài dẫn của Trần Quang Chỉ trong tranh Trúc Lâm đại sĩ xuất sơn đồ đã mô tả về đạo nghiệp tu hành của Điều ngự cũng như chuyến vân du Chiêm Thành của ông:
| “                | Tuổi ngoài 40, ngài bỗng có chí xuất gia, bèn truyền quốc đồ cho con, vào động Vũ Lâm tu trì, mang áo tăng già, dựng am trên đỉnh non Yên Tử, ở liền 6 năm không hạ sơn. Ngài mặc áo cỏ, ăn quả cây, cần lao, khổ cực, tích lũy đạo hạnh, tu tập đủ các phép độ trì. Về sau, ngài mặc tình ngao du khắp chốn, vui chơi danh sơn, thắng cảnh trong nước: nay, các nơi đều còn dấu tích trượng, nét bút đề của ngài. Thuở ấy có Đạo sĩ Trung Quốc là Lâm Thời Vũ, tháp tùng Đại sĩ, thăm thú các nơi, có lúc viễn du, giáo hóa, tế độ cả các nước láng giềng. Các ngài đi về phương nam, đến tận Chiêm Thành, khất thực ở kinh đô. Vua nước ấy biết chuyện, hết lòng tôn kính thỉnh mời, trai giới cung dưỡng vô cùng hợp lễ, ngoài việc cho thuyền lớn với quân binh hộ vệ, thân hành tiễn biệt ngài về nước, lại còn giao hoàn đất của hai châu, xem đó là phần tư cấp cung dưỡng: nay ấy là châu Thuận và châu Hóa vậy. Cho đến những năm cuối đời, ngài đi chẳng dùng xe, nắng không mũ nón, hình dung khô gầy, áo quần lam lũ, con dân trong nước gặp ngài, chẳng ai biết được đấy là vua. | ” |
| — Trần Quang Chỉ | |   |

Sau cuộc vân du ở Chiêm Thành, Điều ngự về phủ Thiên Trường vào tháng 1 âm lịch năm 1303 để "mở hội Vô lượng pháp ở chùa Phổ Minh, bố thí vàng bạc tiền lụa để chẩn cấp dân nghèo trong nước và giảng kinh Giới thí" (theo Đại Việt Sử ký Toàn thư). Năm 1304, Điều ngự đến kinh đô Thăng Long trong sự đón tiếp long trọng của Anh Tông cùng vương hầu, quan lại. Tất cả họ đều được trao tâm giới Bồ-tát tại gia. Năm 1304, khi đang hoằng hóa tại huyện Nam Sách (Hải Dương), Điều ngự đã gặp và thu nhận Pháp Loa (Đồng Kiên Cương; 1284 – 1330) và làm đệ tử xuất gia. Sau đó ông đào tạo cho Pháp Loa trở thành người kế thừa thiền phái của mình. Ngày 1 tháng 1 âm lịch năm 1308, Điều ngự chính thức công nhận Pháp Loa làm người nối pháp. Lễ truyền đăng cho Pháp Loa được cử hành tại chùa Báo Ân-Siêu Loại và được tường thuật qua sách Tam Tổ thực lục (tờ 18b3-19a8) như sau:
| “                 | Ngày mồng một tháng 1 năm Mậu Thân Hưng Long thứ 16 (1308), sư vâng lệnh làm trụ trì nối dòng pháp ở Cam Lộ đường chùa Siêu Loại. Để khai đường và làm lễ trao truyền, vua cho đặt bài vị của liệt tổ, tấu Đại nhạc, đốt hương thơm. Điều Ngự dẫn sư lên lễ tổ đường xong. Sau khi ăn cháo, sai tấu nhạc, đánh trống pháp, tập hợp đại chúng lên pháp đường. Bấy giờ Anh Tông xa giá đến chùa. Sau khi đặt ngôi chủ khách xong, vua Anh Tông vì là đại thí chủ của Phật pháp đứng vào ngôi khách ở pháp đường, thượng tể đem bá quan đứng ở dưới sân. Điều Ngự lên tòa thuyết pháp. Giảng xong, bèn đi xuống, đỡ sư lên tòa. Điều Ngự đứng đối diện chắp tay hỏi han. Sư đáp lễ xong, nhận pháp y mặc vào. Điều Ngự bèn bước sang một bên, ngồi trên giường khúc lục, nghe sư thuyết pháp. Đem chùa Siêu Loại của sơn môn Yên Tử sai sư kế thế trụ trì làm đời thứ hai của dòng Trúc Lâm. Lại đem ngoại thư kinh sử 100 hộp và Đại Tạng 20 hộp nhỏ chép bằng máu chích ra, để mở rộng việc học nội và ngoại điển. | ” |
| — Tam Tổ thực lục | |   |

Trong cuốn Lịch sử Phật giáo Đàng Ngoài (xuất bản năm 1995), tác giả Nguyễn Hiền Đức nhận định buổi lễ này đã cho thấy " Trúc Lâm muốn rằng vua Anh Tông và các đại thần trong triều đình phải chánh thức tôn kính Pháp Loa như "bậc thầy" giống như tôn kính Trúc Lâm. Ngoài ra, Trúc Lâm cũng muốn cho biết rằng: Từ vua, triều thần cho đến tất cả chư Tăng Ni, Phật tử cả nước phải công nhận Pháp Loa là vị Tổ thứ hai, thay thế Trúc Lâm lãnh đạo Giáo hội Phật giáo thống nhất từ thời Trần, tức lãnh đạo phái thiền Trúc Lâm do Trúc Lâm Đầu Đà khai sáng.". Sách Trần Nhân Tông toàn tập (xuất bản năm 2006) của tiến sĩ Lê Mạnh Thát còn có nhận xét rằng việc ban tặng "ngoại thư kinh sử" cho Pháp Loa chứng tỏ Điều ngự yêu cầu đệ tử phải biết kết hợp lý tưởng Bồ-tát của Phật pháp với lý tưởng trượng phu của thế gian.
Tháng 11 âm lịch (tháng 12 dương lịch) năm 1308, Điều ngự Trần Nhân Tông viên tịch trên đỉnh Ngọa Vân (Yên Tử), hưởng dương 50 tuổi. Về ngày mất của Điều ngự, sách Đại Việt sử ký toàn thư chép là ngày 3 tháng 11 âm lịch năm Mậu Thân (tức ngày 16 tháng 12 năm 1308) trong khi Tam Tổ thực lục và Thánh đăng ngữ lục viết là ngày 1 tháng 11 âm lịch (tức ngày 14 tháng 12). Thánh đăng ngữ lục đã tường thuật về cuộc đối thoại cuối cùng giữa Điều ngự với thị giả Bảo Sát:
| “                    | Ngày mùng một tháng mười một, nửa đêm sao trời sáng tỏ, Điều Ngự hỏi: Hiện giờ là giờ gì? Bảo Sát thưa: Giờ Tý. Điều Ngự đưa tay mở cánh cửa sổ nhìn ra bảo: Chính là giờ ta đi! Bảo Sát hỏi: Tôn Đức đi đâu? Điều Ngự đáp: Tất cả pháp chẳng sanh, Tất cả pháp chẳng diệt, Nếu hay hiểu như thế, Chư Phật thường hiện tiền. Nào có đến đi gì? Bảo Sát thưa: – Chỉ như khi chẳng sanh chẳng diệt thì thế nào? Điều Ngự liền vả ngay miệng Bảo Sát, bảo: – Chớ nói mớ! Nói xong, Ngài nằm theo thế sư tử lặng lẽ mà tịch. Qua đêm thứ hai, Bảo Sát vâng theo lời di chúc, làm lễ hỏa táng ngay nơi am Ngài ở, có mùi hương lạ xông lên thoảng ra xa, nhạc trời trên không, mây năm sắc che trên giàn hỏa. Ngày thứ tư Tôn giả Phổ Tuệ (Pháp Loa) từ núi Yên Tử vội vã đến, dùng nước thơm rưới lên giàn hỏa làm lễ. Xong, Pháp Loa thu lấy ngọc cốt, được xá lợi năm màu hơn năm trăm hạt lớn, còn hạt nhỏ cỡ hột lúa hột cải thì nhiều vô kể. Vua Anh Tông, Quốc phụ Thượng Tể cùng đình thần đem thuyền rồng đến lễ bái dưới chân núi, gào khóc vang trời, sau đó đón ngọc cốt và xá lợi xuống thuyền rồng đưa về kinh. Từ triều đình cho đến thôn quê đều rất mực thương tiếc. | ” |
| — Thánh đăng ngữ lục | |   |

Sách Đại Việt sử ký toàn thư cũng cung cấp một số chi tiết khác về sự qua đời của Trúc Lâm đại sĩ:
| “                         | Bấy giờ Thượng hoàng xuất gia, tu ở ngọn Tử Tiêu núi Yên Tử, tự hiệu là Trúc Lâm đại sĩ. Bà chị là Thiên Thụy ốm nặng, Thượng hoàng xuống núi, tới thăm và bảo: "Nếu chị đã đến ngày đến giờ thì cứ đi, thấy âm phủ có hỏi thì trả lời rằng: Xin đợi một chút, em tôi là Trúc Lâm đại sĩ sẽ tới ngay". Nói xong, Thượng hoàng trở về núi, dặn dò người hầu là Pháp Loa các việc về sau, rồi bỗng nhiên ngồi mà hóa. Thiên Thụy cũng mất vào hôm đó. Pháp Loa thiêu được hơn ba ngàn hạt xá lỵ mang về chùa Tư Phúc ở kinh sư. | ” |
| — Đại Việt Sử ký Toàn thư | |   |

Theo thiên Tổ linh định mệnh (Linh hồn của Tổ định ngôi) trong sách Nam Ông mộng lục của Hồ Nguyên Trừng – quan nhà Minh gốc Việt đầu thế kỷ XV, khi Trần Anh Tông cùng các vương tử nhận bọc xá-lợi của Điều ngự, một số hạt xá-lợi bay vào tay áo Hoàng tử Trần Mạnh, rồi tỏa ra ánh sáng. Khi được lấy ra, xá-lợi lại bay vào. Theo Hồ Nguyên Trừng, Anh Tông bấy giờ chưa có con với vợ đích, chỉ có Hoàng tử Mạnh là con người vợ thứ. Nhà vua định chờ sinh con đích rồi chọn người nối ngôi. Cho nên việc xá-lợi bay vào ống tay áo Mạnh có nghĩa anh linh Điều Ngự nhắc Anh Tông phải truyền ngôi cho Mạnh. Sau khi vua Anh Tông khấn rằng: "Đâu dám không phụng mệnh", xá-lợi mới không bay nữa. Anh Tông lập Trần Mạnh làm Hoàng thái tử, tức vua Trần Minh Tông sau này.
Theo Thánh đăng ngữ lục và Tam tổ thực lục, xá lợi của Điều ngự được Anh Tông chia làm ba phần, tôn trí vào ba nơi: lăng Quy Đức (phủ Long Hưng), bảo tháp Huệ Quang tại chùa Hoa Yên (Yên Tử) và chùa Phổ Minh (Thiên Trường). Đại Việt Sử ký Toàn thư còn kể, trước khi đưa về lăng Quy Đức, di hài Nhân Tông Điều ngự được quàn tạm ở điện Diên Hiền. Các quan và nhân dân đổ về cung điện rất đông, cho nên đến gần giờ rước, đoàn linh cữu vẫn chưa đi được. Vua Anh Tông sai Chi hậu thánh chưởng Trịnh Trọng Tử, chỉ huy các quân Hải khẩu và Hổ dực, tìm cách khiến đoàn người giãn ra. Trọng Tử bèn sai quân Hải khẩu, Hổ dực đến trước thềm Thiên Trì, ngồi theo hàng lối rồi hát khúc Long ngâm. Nhiều người nghe thấy, chạy đến xem, từ đấy đoàn linh cữu mới đi được về lăng Quy Đức. Tại đây, Điều ngự được hợp táng với vợ đầu là Khâm Từ Bảo Thánh Thái hoàng thái hậu. Triều đình dâng ông miếu hiệu là Nhân Tông và thụy hiệu Pháp Thiên Sùng Đạo Ứng Thế Hóa Dân Long Từ Hiển Hiệu Thánh Văn Thần Võ Nguyên Minh Duệ Hiếu Hoàng Đế (法天崇道應世化民隆慈顯惠聖文神武元明睿孝皇帝). Anh Tông còn dâng pháp hiệu Đại Thánh Trần Triều Trúc Lâm Đầu Đà Tĩnh Tuệ Giác Hoàng Điều Ngự Tổ Phật (大聖陳朝竹林頭陀靜慧覺皇調御祖佛), lại sai đắp hai pho tượng vàng thờ ông ở chùa Vân Yên (Yên Tử) và chùa Báo Ân (Siêu Loại).
Sách Tam Tổ thực lục khi chép về thời kỳ Trần Minh Tông làm Thái thượng hoàng, có ghi nhận một phần xá-lợi của Nhân Tông đã được đưa vào bảo tháp Đại Thắng Tư Thiên (tháp trong khuôn viên chùa Báo Thiên, xây năm 1057 từ thời Lý Thánh Tông, nay không còn nữa). Từ phần xá-lợi này, tháng 11 âm lịch năm 1329, thiền sư Pháp Loa đem một số xá lợi về an trí trong tháp đá của viện Quỳnh Lâm (nay thuộc thị xã Đông Triều, Quảng Ninh).
Trong bộ Lịch triều hiến chương loại chí, phần Văn tịch chí, danh sĩ thời Nguyễn Phan Huy Chú có nhận xét về nhà vua-tu sĩ Trần Nhân Tông:
| “                                 | Tính vua nhân từ, có trí lược, thương dân, ơn huệ cố kết lòng dân. Đời vua, quân Nguyên hai lần xâm phạm. Vua chọn tướng, rèn quân rồi bình được giặc lớn. Cái công trùng hưng rực rỡ hơn trước. Sau khi nhường ngôi, vua lưu tâm kinh điển nhà Phật, xây am Thiên Kiến, đúc đỉnh Phổ Minh, thờ Phật rất chăm. Về sau đi tu ở núi Yên Tử rồi mất ở am Ngọa Vân. | ” |
| — Lịch triều hiến chương loại chí | |   |

## Tác phẩm

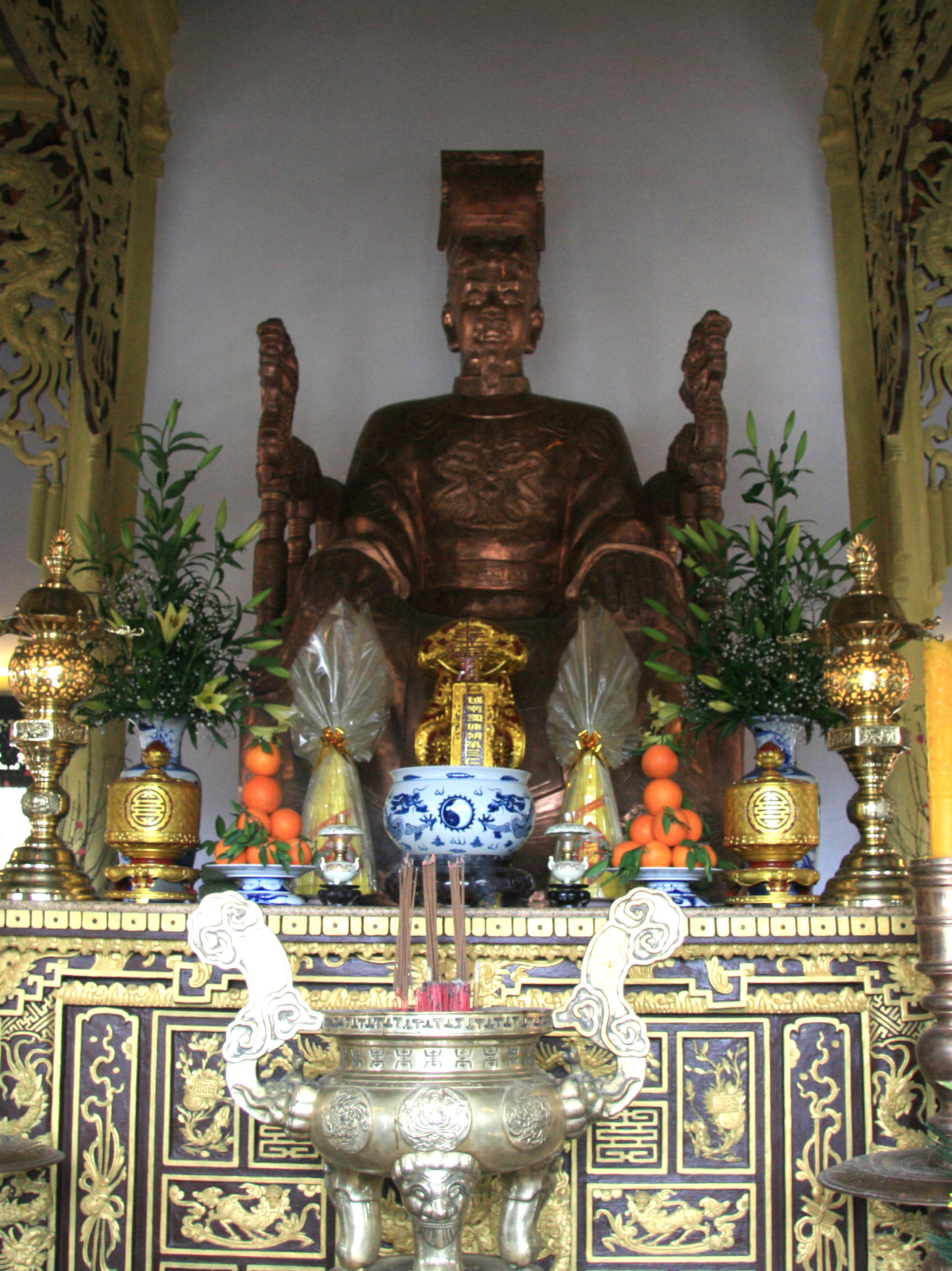
Tượng thờ Trần Nhân Tông ở Huế, do người đời sau tạc.

Trần Nhân Tông được xem là một nhà thơ, nhà văn hóa tiêu biểu của Đại Việt thời trung đại. Tác phẩm của ông bao gồm: 
- Thiền lâm thiết chủy ngữ lục (Ngữ lục về trùng độc thiết chủy trong rừng Thiền).
- Tăng già toái sự (Chuyện vụn vặt của sư tăng).
- Thạch thất mỵ ngữ (Lời nói mê trong nhà đá), được vua Trần Anh Tông cho chép vào Đại Tạng kinh để lưu hành.[12]
- Đại hương hải ấn thi tập (Tập thơ ấn chứng của biển lớn nước thơm).
- Trần Nhân Tông thi tập (Tập thơ Trần Nhân Tông).
- Trung Hưng thực lục (2 quyển): chép việc bình quân Nguyên xâm lược.

Các tác phẩm trên đều đã thất lạc, chỉ còn lại 32 bài thơ, kệ chép trong Thánh đăng ngữ lục, Thiền tông bản hạnh, An Nam chí lược, Nam Ông mộng lục, Việt âm thi tập và Toàn Việt thi lục, cộng thêm 3 đoạn phiến trong Đại Việt Sử ký Toàn thư và An Nam chí lược. Theo đánh giá trong sách Thơ văn Lý Trần (tập 2, quyển thượng) do Nguyễn Huệ Chi, Trần Thị Băng Thanh, Đỗ Văn Hỷ và Trần Tú Châu biên soạn, thơ Trần Nhân Tông mang tính chất "kết hợp nhuần nhuyễn giữa cảm quan triết học và cảm quan thế sự, có tinh thần lạc quan, yêu đời, tấm lòng vị tha của một nhân cách cỡ lớn và sự rung động tinh tế, lòng yêu tự do thích thảng của một nhà nghệ sĩ".

### Một số bài thơ
Xuân Đình

Thụy khởi khải song phi
Bất tri xuân dĩ quy
Nhất song bạch hồ điệp
Phách phách sấn hoa phi
Buổi sớm mùa xuân
Ngủ dậy ngỏ song mây,
Xuân về vẫn chửa hay,
Song song đôi bướm trắng,
Phất phới sấn hoa bay.
(Bản dịch của Ngô Tất Tố)
Thiên Trường vãn vọng
Thôn hậu thôn tiền đạm tự yên
Bán vô bán hữu tịch dương biên
Mục đồng địch lí ngưu quy tận
Bạch lộ song song phi hạ điền
Buổi chiều đứng ở phủ Thiên Trường trông ra
Trước xóm sau thôn tựa khói hồng
Bóng chiều man mác có dường không
Mục đồng sáo vẳng trâu về hết
Cò trắng từng đôi liệng xuống đồng
(Ngô Tất Tố dịch)
Thiên Trường Phủ
Lục ám hồng hi bội tịch liêu,
Tễ vân thôn vũ thổ hoa tiêu.
Trai đường giảng hậu tăng quy viện,
Giang quán canh sơ nguyệt thượng kiều.
Tam thập tiên cung hoành dạ tháp,
Bát thiên hương sát động xuân triều.
Phổ Minh phong cảnh hồn như tạc,
Phảng phất canh tường nhập mộng nghiêu.
Phủ Thiên Trường
Lục rậm, hồng thưa cảnh quạnh hiu,
Mây quang, mưa tạnh đất tan rêu.
Phòng trai giản đoạn, sư về viện,
Cầu bến canh đầu, bóng nguyệt treo.
Ba chục cung tiên, giường ngủ đặt,
Tám nghìn bóng tháp, nước triều reo.
Phổ Minh phong cảnh, chùa như cũ,
Trong giấc mơ màng Thuấn thấy Nghiêu.
(Bản dịch của Ngô Tất Tố)
Cư trần lạc đạo phú
Cư trần lạc đạo thả tùy duyên
Cơ tắc xan hề khốn tắc miên
Gia trung hữu bảo hưu tầm mịch
Đối cảnh vô tâm mạc vấn thiền.
Bản dịch:
Ở đời vui đạo hãy tùy duyên,
Đói cứ ăn đi mệt ngủ liền.
Có báu trong nhà thôi tìm kiếm,
Vô tâm đối cảnh hỏi chi thiền.
(người dịch: Lê Mạnh Thát)

## Gia đình

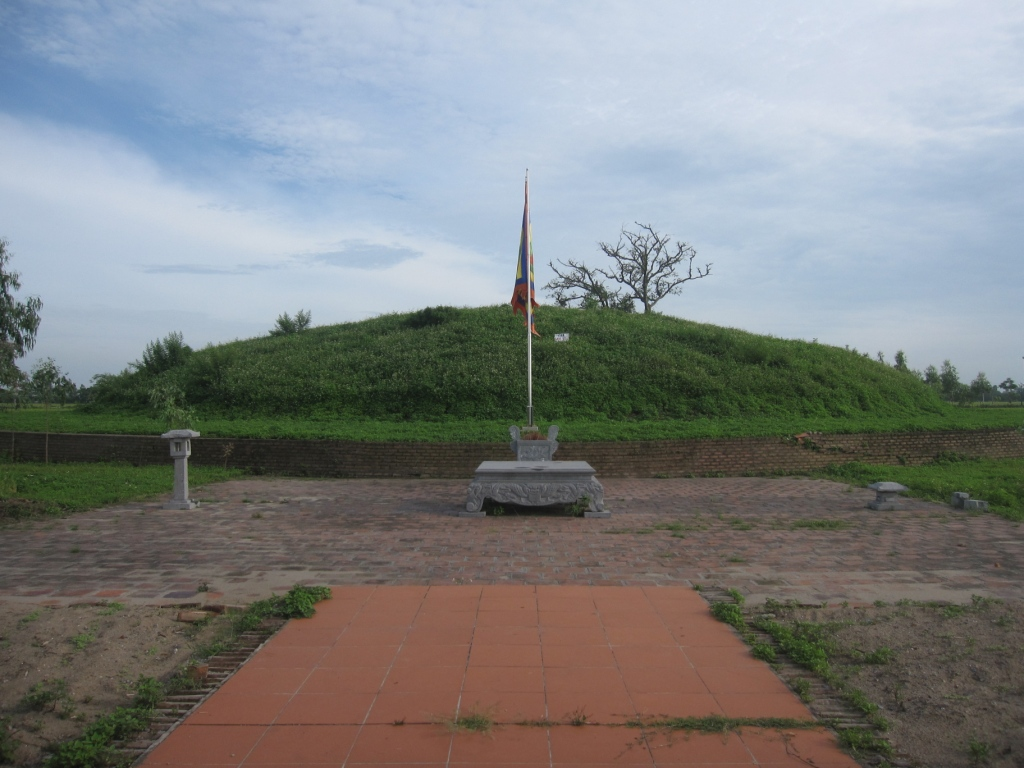
Lăng vua Trần Nhân Tông (Trần Khâm) (1258 - 1308) ở Long Hưng, Thái Bình

- Cha: Trần Thánh Tông (Trần Hoảng).
- Mẹ: Nguyên Thánh Thiên Cảm Hoàng hậu Trần thị (元聖天感皇后陳氏 ? – 1287), húy là Thiều (韶), con gái của Khâm Minh Đại vương Trần Liễu.
- Hậu phi:

1. Khâm Từ Hoàng hậu Trần Thị Trinh (欽慈皇后; ? – 1293), con gái trưởng của Hưng Đạo Đại vương Trần Quốc Tuấn và Nguyên Từ Quốc mẫu.
2. Tuyên Từ Hoàng hậu Trần Thị Tĩnh (宣慈皇后; ? – 1318), em gái của Khâm Từ Hoàng hậu, con gái thứ của Hưng Đạo Đại vương.
3. Đức phi Đặng Thị Loan, người con gái thôn quê vùng Kinh Bắc.

- Con:

1. Trần Thuyên (陳烇), sau trở thành Trần Anh Tông (陳英宗), con của Khâm Từ Hoàng hậu.
2. Huệ Vũ Đại vương Trần Quốc Chẩn (惠武大王陳國瑱), không rõ mẹ, có thể là Tuyên Từ Hoàng hậu.
3. Thượng Trân Công chúa (上珍公主), lấy Văn Huệ công Trần Quang Triều, cháu nội Trần Hưng Đạo.
4. Thiên Trân Công chúa (天珍公主; ? – 1309), lấy Uy Túc công Trần Văn Bích, con Văn Túc vương Trần Đạo Tái, cháu nội Trần Quang Khải.
5. Huyền Trân Công chúa (玄珍公主), lấy Chế Mân, Quốc vương Chiêm Thành.

## Hình ảnhcông cộng
Tên của ông được đặt cho nhiều trường học ở Việt Nam, một số con đường của các thành phố, tỉnh. Trong khi đó, ở các tỉnh miền Trung và miền Nam lại viết là Trần Nhân Tôn.

## Đền thờ

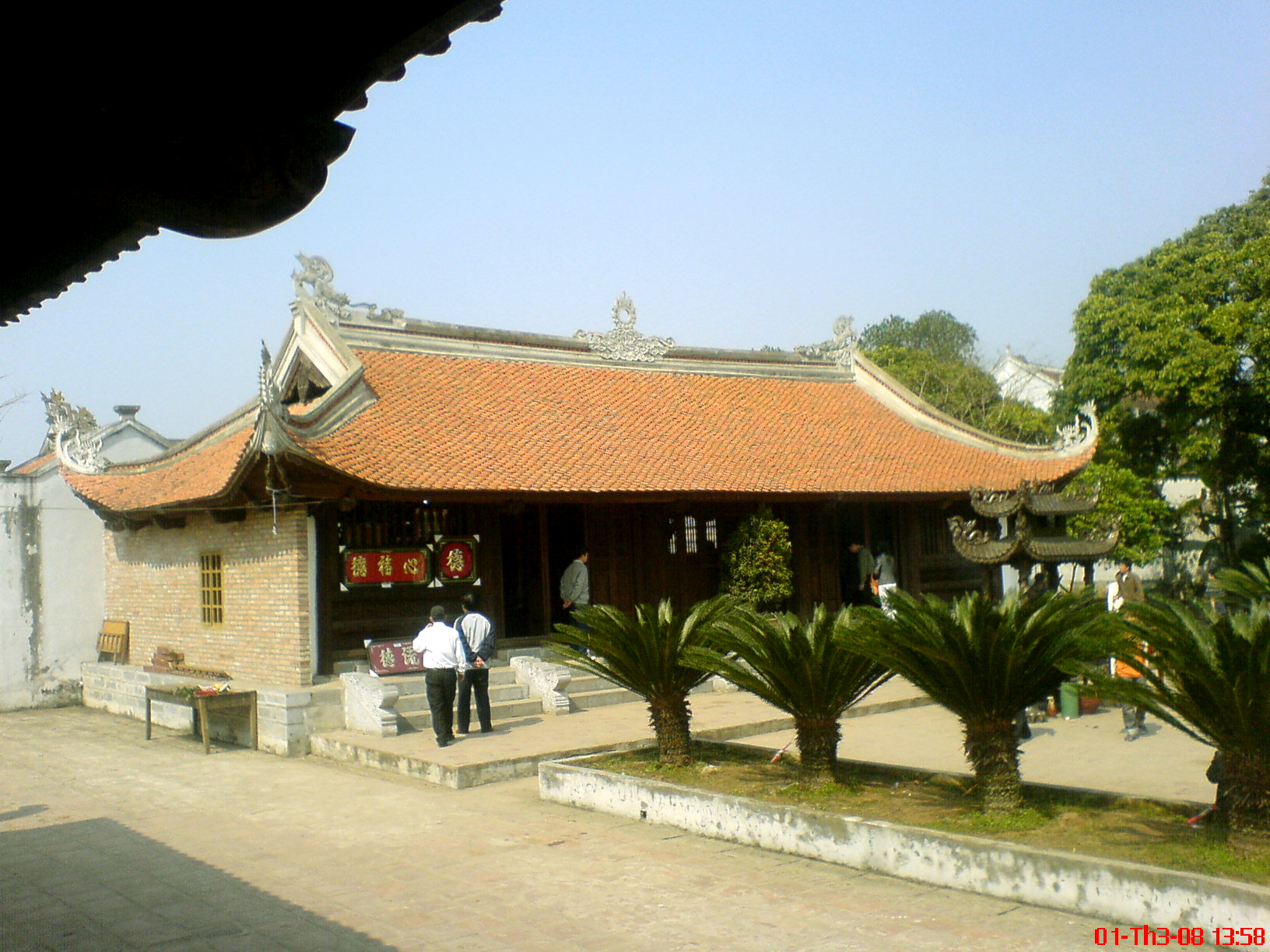
Đền Trần ở quê hương Nam Định.
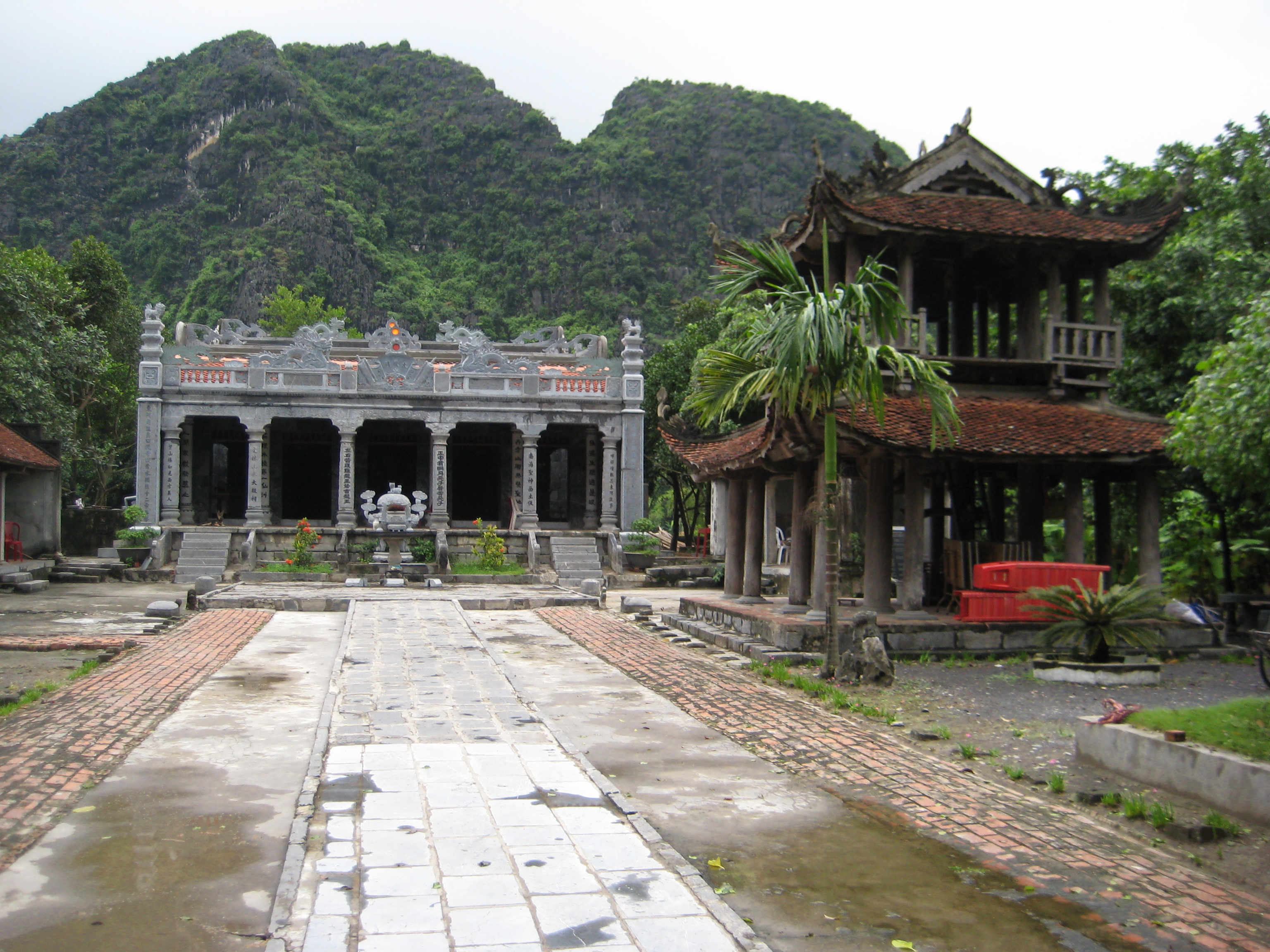
Đền Thái Vi, nơi các vua Trần xuất gia.
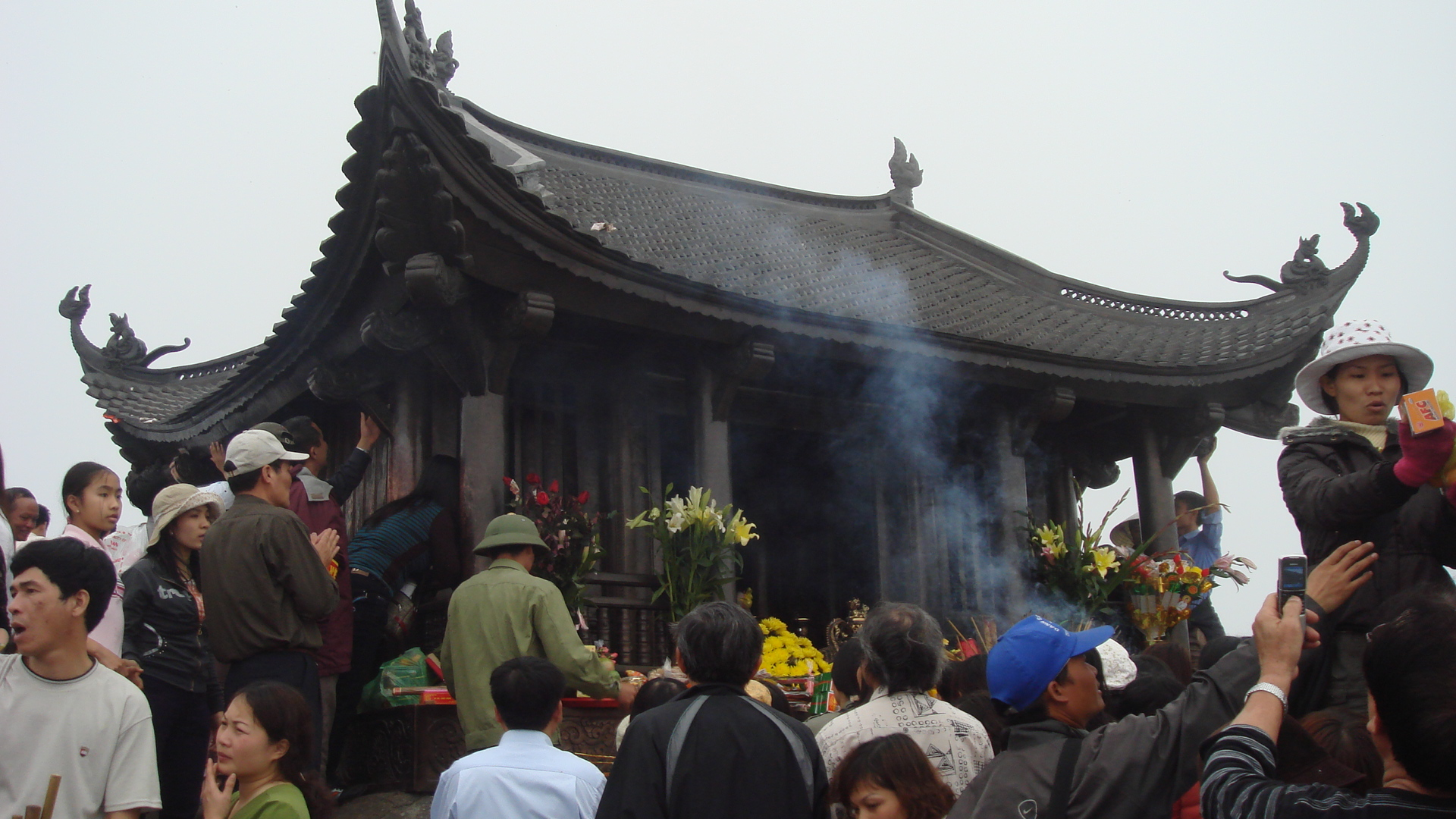
Đỉnh thiêng Yên Tử.
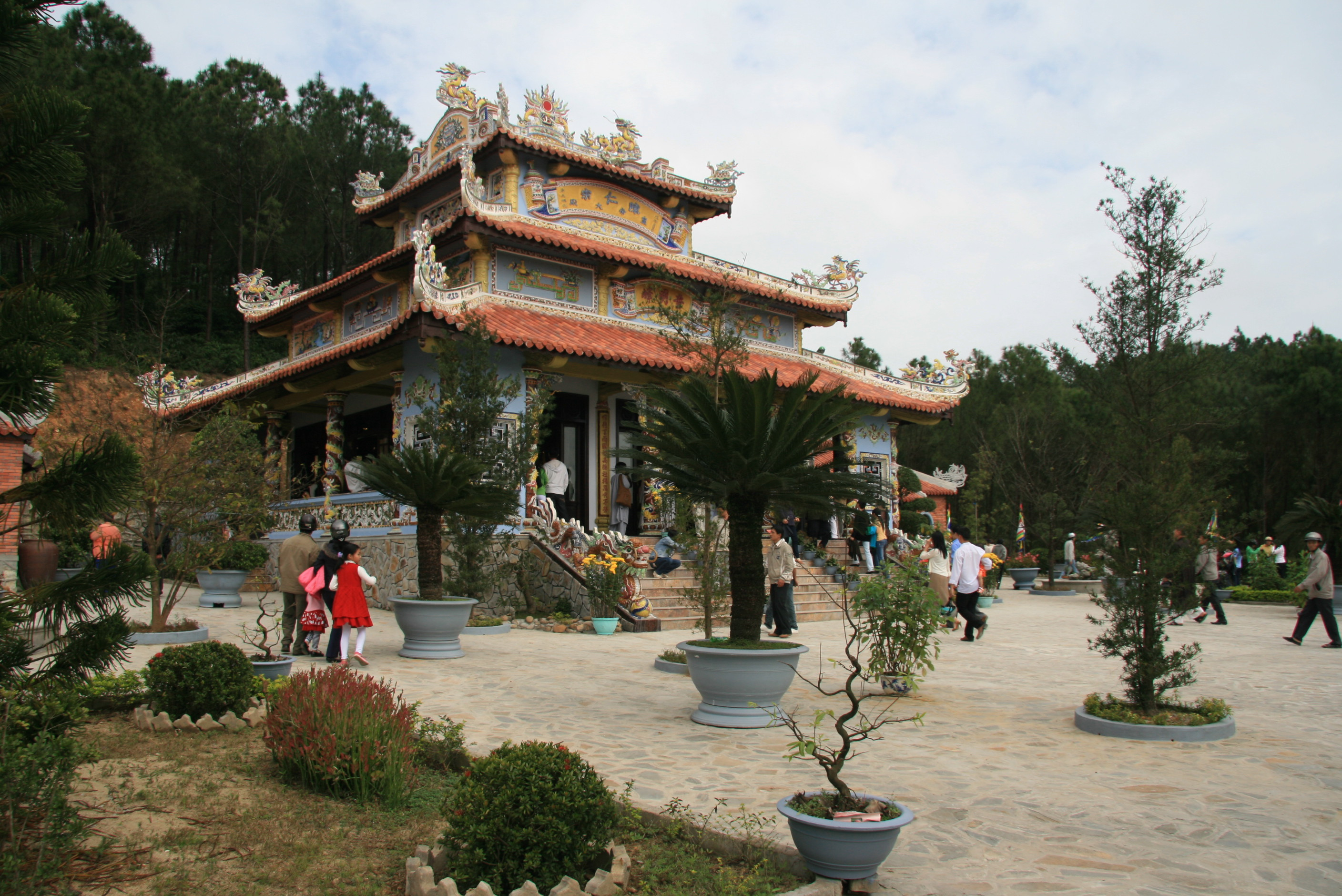
Đền Trần Nhân Tông tại Huế.
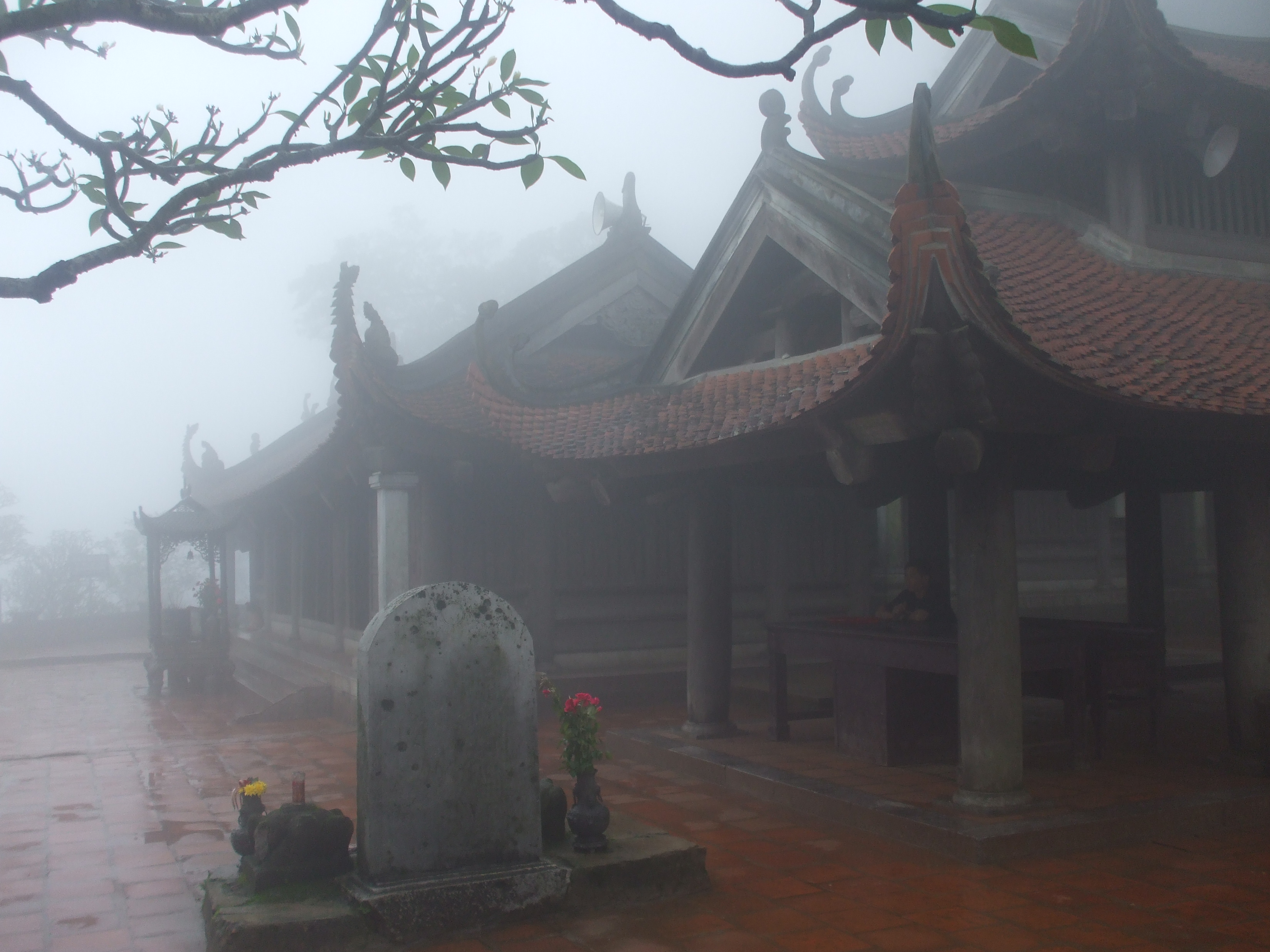
Chùa Hoa Yên.
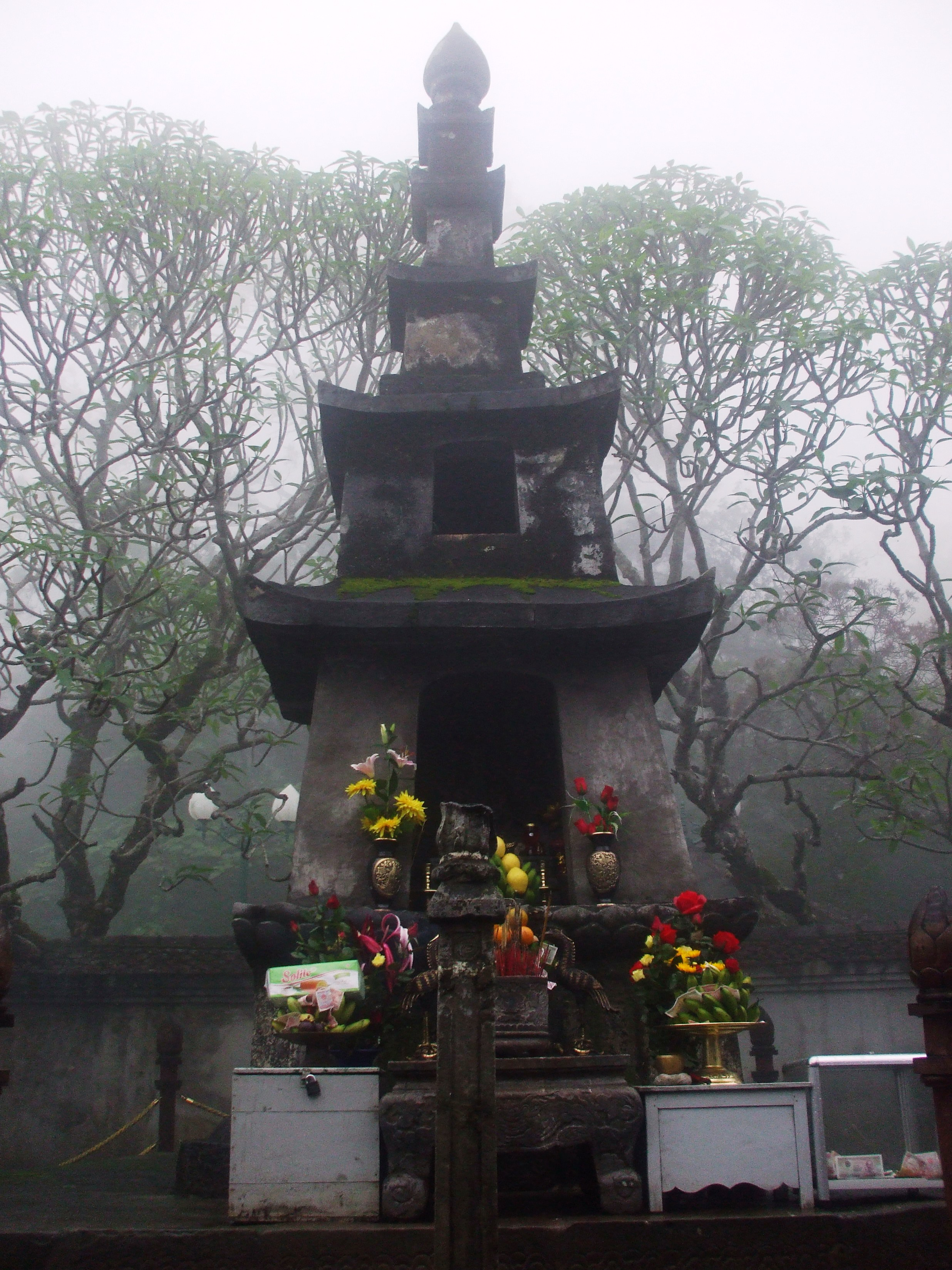
Tháp Huệ Quang, là nơi đặt một phần xá lỵ của Giác Hoàng Trần Nhân Tông.